# Протести у Србији 2020—2021.
Протести у Србији 2020—2021. године представљали су талас махом хетерогених и међусобно некоординисаних протеста, који су отпочели крајем априла 2020. године током пандемије ковида 19 у Србији, а завршили се током априла 2021. године. Дана 26. априла 2020. године, у 20.05 часова, лупањем у шерпе и пуштањем гласне музике, до 21.05 часова, у градовима широм Србије отпочели су протести због забране кретања и шестонедељног полицијског часа уведених средином марта (тзв. Буком против диктатуре), Почетком маја власт је ублажила мере забране кретања да би их после неколико дана тотално укинула. Средином јуна дошло је до рецидива епидемије те је власт почетком јула вратила поједине епидемиолошке мере што је довело до већег незадовољства грађана и до таласа насиља и масовних нереда како у Београду тако и широм Србије.
Протести представљају индиректан наставак претходног таласа јавног незадовољства, који је дефинитивно окончан са избијањем пандемије у марту.

## Позадина

### Протест против диктатуре и Један од пет милиона
Од 2017. до 2020. године, Србију су потресла два таласа опозиционих протеста, који нису резултирали видљивијим променама на политичком небу земље.
Протест против диктатуре је фактички трајао неколико седмица на пролеће 2017. године, а избио је као реакција на избор Александра Вучића за председника Србије, те услова који су довели до тог избора.
Знатно дуже су трајали протести, који су били познати под неформалним називом Један од пет милиона. Они су избили крајем 2018. године, као реакција на физички напад на лидера Левице Србије, Борка Стефановића, а мањим или већим интензитетом су се одржавали све до раних месеци 2020. године.
Они су ванредно прекинути 10. марта 2020. године, због избијања пандемије вируса корона.

### Редовни парламентарни избори 2020. године
Период пре расписивања избора су обележили грађански протести, који су резултирали променама на опозиционом делу спектра и најавама бојкота институција и избора по дотадашњим условима, а затим о преговори власти и опозиције у посредству посланика Европског парламента, те су извршене значајне измене изборног законодавства. Упркос томе, знатан део опозиције је најавио да неће признавати ове изборе и да их сматра нелегитимним. Председник Србије, Александар Вучић је 4. марта 2020. године расписао изборе за 26. април, а од тада су започете да теку законом предвиђени рокови у вези са изборним радњама. Ипак, услед избијања пандемије вируса корона и проглашења ванредног стања, термин њиховог одржавања је померен за 21. јун.

### Пандемија вируса корона у Србији 2020. године
Пандемија вируса корона 2019/20. проширила се на Србију 6. марта 2020. Први случај у Бачкој Тополи потврдио је министар здравља Златибор Лончар.
Дана 15. марта 2020, проглашено је ванредно стање на територији целе државе. Затворене су школе и универзитети, забрањена масовна окупљања, а три дана касније уведен је полицијски час, први пут на територији Србије после Другог светског рата. Министар Златибор Лончар је 20. марта 2020. прогласио епидемију од већег епидемиолошког значаја. Истог дана је забележен први смртни случај.
За потребе збрињавања пацијената су формиране бројне привремене болнице, укључујући и оне у објектима као што су Београдски и Новосадски сајам и спортски центар Чаир.
29. априла, Народна Скупштина Републике Србије потврдила је одлуку о увођењу ванредног стања на територији целе Републике Србије, које је уведено 15. марта, и потврдила све уредбе Владе Републике Србије које је донела за време ванредног стања.
6. маја, Народна Скупштина Републике Србије укинула је ванредно стање које је донето 15. марта, уз супотпис председника Републике Србије Александра Вучића и председнице Владе Републике Србије Ане Брнабић, ову одлуку је донела и председница Народне Скупштине Републике Србије Маја Гојковић. Ванредно стање је укинуто, „полицијски час” престаје да важи даном објављивања одлуке о укидању ванредног стања у Службеном гласнику Републике Србије. У склопу епидемије од посебног епидемиолошког значаја, која није укинута, остају ванредне мере које су донете у циљу спречавања епидемије у Републици Србији, неке мере ће бити ублажене у зависности од епидемиолошке ситуације.
Закључно са 7. мајем, од коронавирусне болести оболело је 9.848 особа и забележено је 206 смртних случајева на територији Србије, док је број излечених 2.160.

### Позив на протест
После 40 дана ванредног стања и полицијског часа на друштвеним мрежама су уследили су позиви на протесте због ригорозних мера. Дана 21. априла је заказан онлајн састанак председнице скупштине Србије Маје Гојковић са потпредседницима парламента. Два дана касније одржан онлајн састанак председнице скупштине Србије Маје Гојковић са потпредседницима парламента и заказано је заседање за уторак 28. април. У петак 24. априла уследили су позиви на протест са прозора, који би требало да се одржи у суботу 25. априла, али су се појавили у Новом Саду и на сличан протест али за недељу 26. априла на дан када су требали да се одрже редовни избори, позвала је и Иницијатива "Не да(ви)мо Београд".
У првом, анонимном позиву за суботу у 20:30, који је одштампан на малом комаду папира са цртежом шерпе, заваривача и пиштаљком и натписом "Просвјед кроз прозор", нема објашњења због чега се организује протест, већ само порука "Заустави странке". Не требају нам представници. " Ови папири са позивницом су током ноћи разбацани по тротоарима у центру Новог Сада, а такође су бацани у кутије грађана.
У другом позиву који је данас упутила Иницијатива „Не утапимо Београд“ грађани Србије су позвани да „кроз прозор или балкон у недељу, пет минута након аплаудирања подршке у 20:00 сати, покажу да нису подложни диктатури“. Позвали су грађане да праве буку пуштајући музику, пушући пиштаљкама или трубећи, ударајући шерпе или протестујући на било који други начин.

## Ток 2020.

### Април — Мај

#### Лупање у шерпе и бука из станова 26. април — 6. мај
Дана 26. априла, према сведочењима суграђана, велики број грађана Београда се одазвао позиву иницијативе "Не давимо Београд" да се прави бука против диктатуре након аплауза за медицинске раднике и друге који морају да раде у ванредном стању. Грађани су с прозора и тераса тукли шерпе, звиждали, пуштали музику и бацали разне пароле против власти, а у неким деловима су се чули и петарди. Исто вече велики број грађана Ниша ноћас у 20 сати и пет минута буковао је са својих тераса и прозора, јавља наш дописник. Нишлије су лупали по шерпама, дували у пиштаљке, пуштали музику и бацали петарде. И Новосађани су звиждуцима подржавали позив на акцију "Буком против диктатуре", ударали по шерпама, бацали петарде, пуштали гласну музику. Грађани Ужица, након што су здравствени радници подржали аплаузом, протестовали против режима у Србији. У 20.05, са прозора, балкона и тераса у појединим деловима Ужица, чула се „Уааа Вучић“ и друга вика против владе и шефа државе, уз неколико минута буке и ударања по лонцима и дувања у пиштаљке. Протести су одржани и у Бору. Протести су наредних дана се проширили на градове широм Србије. Грађани Београда, Новог Сада, Ниша и других градова у Србији и следеће вече су се придружили акцији "Подигни глас: бука" на својим балконима и прозорима, након традиционалног аплауза за медицинске раднике који се боре са коронавирусом, повици, звиждуке, трубе и ударање шерпама. Група људи окупљена око удружења „Сусједи из Дорћолу“ окупила се 28. априла на углу улица Венизелосова и Гундулићев венац током забране кретања, протестујући против изградње тролејбуске мреже, која је наставила током ванредног стања. На лицу места је било и неколико полицијских возила. Нико од грађана није приведен, али их је полиција снимила. Окупљени грађани противе се радовима који се изводе током „полицијског сата“ и ноћи, који су започели 27. априла. У саопштењу Удружење грађана "Комшије из Дорћолу" упозорило је јавност да се грађевински радови на изградњи тролејбуске мреже у Доњем Дорћолу изводе током полицијског сата и да надлежни органи одбијају да заштите грађане овог дела Београда који се противе изградњи. Дана 29. априла, акција је одржана четврту ноћ заредом у 20.05, након традиционалног аплауза којим су изразили подршку медицинским радницима. Грађани су протестовали у Београду, Нишу, Новом Саду и другим градовима. У општини Нови Београд, акција је била бучнија и дужа него претходних ноћи, грађани су звиждали, ударали по шерпама, играли звечке, бацали петарде и скандирали "Уа" владајућем режиму. Осим звиждања и ударања шерпама, Вождовац је стварао буку свирајући гласну музику. Протести сличног концепта настављени су и наредних десетак дана до укидања ванредног стања.

#### Контрапротести присталица власти и навијачких група по градским солитерима
Дана 29. априла, након протеста грађана који су лупајући по шерпама, гласном музиком и петардама изразили своје незадовољство акцијом "Бука против диктатуре", први пут у 20.30 сати који су желели да подрже српске власти. На Бањици и неким другим деловима Београда у 20.30 сати били су ватромети, довикивали су подршка владајућег блока и председника Александра Вучића, а на крововима неких зграда и тераса био је постављен јак озвучење. Противници и присталице владе вечерас су пуцали једни на друге у Новом Саду преко тераса и прозора својих станова, емитујући и слали разне поруке. Посланик Српске напредне странке (СНС) Владимир Ђукановић позвао је данас на ову акцију подршке властима, а било је и позива на друштвеним мрежама.

### Укидање ванредног стања, наставак предизборне кампање и радикализација протеста

#### Излазак на улице и инциденти испред председништва и скупштине 7—9. мај
30. априла, представници опозиције, који су се залагали за бојкот избора, изјавили су из протеста испред Скупштине Србије да су били тамо јер су током ванредног стања кршена права грађана, јер су створене поделе међу људима и зато што се Устав и закони не односе на све. Можете платити хулигане, али сами грађани лупају у шерпе, рекао је вођа ССП Драган Ђилас током чијег говора се појавила група грађана и скандирала против њега и овог скупа. Дошло је до кошкања између две групе, али све се смирило мало после 19 сати. Иако је забрана ступила на снагу у 18 часова, лидери и чланови Савеза за Србију, Покрета Слободних грађана, Социјалдемократске партије и група грађана сели су испред зграде парламента, протестујући против неуставног ванредног стања и мера забране кретања за грађане Србије. Председник Покрета за промене Јанко Веселиновић рекао је раније да грађани нису позвани на протест, али се појавила група људи која их подржава. Председник Покрета слободних грађана Сергеј Трифуновић рекао је да су сви окупљени вечерас, „који представљају оно што је опозиција у Србији“, позвали грађане да од самог почетка остану код куће, да се брину о себи и својим вољенима и да, у отвореном писму властима, који је доступан - да се успоставе центри за помоћ оним грађанима којима је то потребно. Председник Странке слободе и правде Драган Ђилас рекао је да су подржали ригидне и тешке мере. Али Србија је земља која има највише заражених у региону, у смислу броја на милион становника, рекао је он и оценио да се најстроже мере нису показале, а многи су уведене прекасно. Дана 6. маја Народна скупштина Републике Србије је укинула ванредно стање које је увела влада 15. марта због пандемије вируса корона. Следећег дана 7. маја након формалног истека полицијског часа увече у Пионирском парку код зграде Председништва одржан је протест у организацији Грађанског отпора. Протест је почео песмом "А сад адио", а окупљени су аплаузом у 20 часова поздравили медицинске раднике и пустили композицију "Марш на Дрину" у част преминулим лекарима у борби против коронавируса. Затим су почели да дувају у пиштаљке, лупају у шерпе, ударају у бубњеве и узвикују: "Вучићу лопове" и "Вучићу одлази". Присутнима се обратио активиста Грађанског отпора Срђан Миливојевић који је позвао окупљене да направе ланац око зграде Председништва. Међу онима који су дошли да искажу незадовољство су професори Чедомир Чупић, Биљана Стојковић, Душан Петричић, Зоран Лутовац, Борко Стефановић, Мариника Тепић, Јанко Веселиновић, Драган Ђилас и Бошко Обрадовић. Неки од учесника прескочили су металну барикаду испред Председништва и покушали да дођу до свечаног улаза у зграду, али су их полицајци у цивилу зауставили и легитимисали. Међу онима који су прескочили ограду био је и лидер Двери Бошко Обрадовић, који је на степеништу испред улаза у Председништво поручио: "Србија се умирит не може". Највећи део окупљених грађана разишао се око девет сати, а остале су мање групе људи. Сутрадан 8. маја, председник Двери Бошко Обрадовић, неколико посланика и симпатизери странке око 10h "блокирали" су степениште на улазу у Скупштину Србије, а у једном тренутку дошло је и до гурања Обрадовића и министра здравља Златибора Лончара који је долазио на седницу. Марјан Ристичевић из гужве изашао без сакоа. Полиција привела 15 особа због инцидента. Председник Вучић затражио од свих политичара и грађана да најоштрије осуде инцидент испред парламента, који је оценио као фашистичко дивљање Бошка Обрадовића и Савеза за Србију.Бошко Обрадовић је инциденте које су посланици Двери правили испред и у холу Скупштине назвао "устанком против власти", а своје посланике је назвао побуњеним људима. После нереда које су изазвали, Обрадовић је новинарима рекао да позива грађане широм Србије на протесте, односно да сутра у 19 часова дођу на градске тргове у свим општинама и градовима својим возилима, да формирају колоне и протестују до 20.05 часова. Пошто су пред камерама поцепали лажне новчанице од 100 евра, Обрадовић је рекао да на тај начин поручују власти и председнику Србије да они нису на продају већ "побуњени људи". Обрадовић тврди да власт сваки дан изводи "државни удар", а у прилог томе навео је измене два изборна закона која су данас на дневном реду парламента, и то 45 дана пре избора. Обрадовић је накратко прекинуо конференцију за новинаре, јер је у том тренутку у зграду улазио лидер ЛДП-а Чедомир Јовановић коме су присталице Двери почеле да вичу: "Издао си Косово, погледај се на шта личиш, крадеш нас 20 година". Лидеру радикала Војиславу Шешељу окупљени су викали "уа". Добацивања је било и у самом парламенту, па је посланица Двери Марија Јањушевић посланику СНС-а Миловану Дрецуну, док се у холу регистровао да је стигао на седницу, довикивала у лице да је издајник и да је издао Косово. Коалиција "За краљевину Србију" саопштила је да је двадесетак присталица Двери, на челу са Бошком Обрадовићем физички и вербално напало и председника ПОКС-а и народног посланика Жику Гојковића и затражила казну за одговорне. У Скупштини Србије почела је седница, на чијем су на дневном реду измене закона о избору посланика и о локалним изборима, а на почетку председница парламента Маја Гојковић осудила је понашање Бошка Обрадовића и његових присталица. Председник Александар Вучић оценио је инцидент испред парламента као фашистичко дивљање Бошка Обрадовића и Савеза за Србију.
Истога дана на Тргу републике одржан је протест под називом "Бојкот система", на који су позвали Срђан Ного, бивши члан Двери, и новинар и власник Таблоида Милован Бркић. Они који су се одазвали њиховом позиву носили су српске заставе, национална и верска обележја, скандирали "Вучићу Ђиласе" и носили транспарент са тим натписом, а неколико њих се попело на споменик кнезу Михаилу где је развило транспарент на коме пише "Бојкот система". Испред споменика паркирали су аутомобил из којег су са звучника пуштали Боже правде, песме о Косову и Метохији... Затим су од Трга прошетали преко Теразија до Дома Народне скупштине, где су викали "нећемо мигранте", "нећемо изборе". На челу колоне био је постављен транспарент "Бојкот система" и "Не дамо Србију". Срђан Ного је рекао да је сигуран да је велика већина грађана за промену садашњег система, али није прецизирао шта је алтернатива. Поручио је да сви политичари треба идеје за које се залажу "да ставе на папир као своју изјаву" и да за њу гарантују својим потписом. Док су посланици Владимир Ђукановић и Владимир Маринковић излазили уз парламента, окупљени су кренули ка њима, али није дошло до инцидента. Потом су кренули до Председништва, где, кажу, завршавају протест изношењем захтева. Народни посланик и бивши члан Двери, Срђан Ного и покрет "Нема предаје Косова и Метохије", одржали су следећи дан протест испред РТС-а у Таковској улици. Они су затражили одлагање избора.

#### Штрајкови глађу челника опозиције и власти 10—20. мај
Председник Републике Србије Александар Вучић најавио је 4. маја, након састанка са представницима девет политичких листа које су најавиле учешће на изборима, да ће парламентарни и локални избори у Србији бити одржани 21. јуна. Вучић је том приликом истакао да су избори демократско право и највиши интерес грађана и државе Србије да изаберу Скупштину и друге органе власти, и поручио да ће се у вези са изборном кампањом слушати препоруке струке. Он је навео да ће у среду 6. маја, ако све буде како се очекује, Скупштина Србије укинути ванредно стање, те се поставило питање одржавања избора, који су првобитно били расписани за 26. април, па одложени због епидемије COVID-19. Председник је пренео да је прихватио предлог појединих политичких странака које су тражиле да имају 38 дана за изборну кампању до одржавања избора, тако да ће се парламентарни и локални избори у већем броју општина одржати 21. јуна. Скупштина Србије усвојила је 10. маја измене и допуне изборних закона и Закона о заштити становништва од заразних болести. Кључна новина је да ће потписе за избор посланика моћи да оверавају и општинске и градске управе и судови у местима где нема јавних бележника. Међутим, расправа о амандманима у скупштинској сали остала је у сенци догађаја на скупштинским степеницама. Самостални посланик Миладин Шеварлић најавио је да ће започети штрајк глађу због, како је пренео новинарима, немогућности да придобије посланике у Скупштини да расправљају о "повредама територијалног интегритета и суверенитета Србије и непоштовање Резолуције 1244". Лидер Двери Бошко Обрадовић придружио се Шеварлићу у штрајку. Пре него што је кренуо Шеварлићевим путем лидер Двери је саопштио да не пристаје на пасиван бојкот избора, да његов покрет зато неће у трку за јунске изборе, али хоће у кампању за неке будуће. Шеф посланичке групе Српске напредне странке Александар Мартиновић изјавио је да он и његова партијска колегиница Сандра Божић одлучили да ступе у штрајк глађу зато што сматрају да је дошао час да тужилаштво и судство у Србији реагују на, како је рекао, фашистичке испаде Бошка Обрадовића и на све што се ради у режији Драгана Ђиласа неколико година. Александар Мартиновић је новинарима испред Дома Народне скупштине рекао да тужилаштво мора да реагује када "на земљу баците народног посланика Маријана Ристичевића, шутирате га у главу, нанесете му тешке телесне повреде, а онда кажете да је Ристичевић имао нож, а при том знате да није имао нож већ кључеве од аутомобила". Додао је да су већину тужиоца и судија у Србији бирали људи попут Драгана Ђиласа, који их како каже, контролише. Мартиновић је навео да се обраћа и у име свих грађана који желе да Србија буде нормална и пристојна држава у којој се људи на улици не туку, у којој се не туку политички противници и неистомишљеници, него се са њима разговара у парламенту. По подне се испред Дома Народне скупштине окупила група грађана а полиција је формирала живи зид како не би дошло до контакта окупљених и неког од посланика који и даље штрајкују на степеништу. У међувремену су испред скупштине стигли лидер СЗС Драган Ђилас као и Борко Стефановић да би разговарали са Бошком Обрадовићем. Они су отишли а Обрадовић је наставио штрајк. Затим је конференцију за новинаре одржао Александар Мартиновић. Најавио је да ће штрајковати глађу све док тужилаштво не реагује поводом напада на Маријана Ристичевића. Како је рекао, замолио је колегиницу Сандру Божић да одустане од штрајка, али она то не жели. Испред парламента су се окупиле присталице СНС-а и Двери. Сутрадан ујутру 11. маја, самостални посланик Миладин Шеварлић изјавио је да ће размислити да ли ће наставити штрајк глађу, који је започео јуче испред Скупштине Србије, јер су, како каже, други посланици "плагирали" његов чин. Поставио је и питање да ли је наслов интервјуа руског амбасадора Александра Боцан-Харченка у Политици заиста његов или је тај интервју злоупотребљен да би се објавио такав наслов и то баш на Дан победе над фашизмом. После подне Шеварлић је одлучио да прекине штрајк глађу, који је започео претходни дан испред Скупштине Србије. Шеварлић сматра да питања која су ти посланици покренули - инцидент са нападом на посланика Марјана Ристичевића и наставак изборног процеса, нису значајни као што је, према његовој оцени, национално питање Косова и Метохије. Додао је да је важно да грађани знају какав је став свих политичких партија по питању Косова и Метохије и поновио да не постоји земља која би се одрекла 12 одсто своје територије, по било коју цену. Рекао је и да ће наставити да инсистира на том питању и ван Скупштине Србије. Председница Скупштине Србије Маја Гојковић данас око 11 сати изашла је из зграде парламента и обишла Мартиновића, Божићеву и Шеварлића. Гојковић је прво пришла Шеварлићу, који је јутрос најавио да размишља да прекине штрајк. Председница Скупштине затим је пришла и поразговарала са посланицима СНС, Александром Мартиновићем и Сандром Божић. Гојковић није прилазила лидеру Двери Бошку Обрадовићу, који је, иначе, тренутно испред скупштине у друштву једног од лидера СзС Јанка Веселиновића. Она се затим вратила у зграду Дома Народне скупштине. Из парламента је најављено да ће Гојковић одржати прес конференцију у подне. Увече испред Скупштине Србије су и припадници Жандармерије, који су око 18.35 сати дошли и распоредили се тако да раздвајају присталице Српске напредне странке и покрета Двери, који испред парламента дају подршку шефу посланичке групе СНС Александру Мартиновићу и посланици те странке Сандри Божић, односно председнику покрета Двери Бошку Обрадовићу у штрајку. Између те две групе је неколико метара празног простора у којем су искључиво припадници Жандармерије, јавља извештач Танјуга са лица места. Симпатизери СНС узвикују "Ацо Србине", "Бошко фашисто" и "Ђиласе лопове", а ту је и мањи број окупљених који пружају подршку председнику Двери Бошку Обрадовићу, који узвикују "Бошко Србине". Према незваничним најавама, очекује се да ће око 19 сати доћи већа група присталица Српске напредне странке, који дају подршку Мартиновићу и Сандри Божић,који од јуче штрајкују глађу због непоступања тужилаштва у случају Маријана Ристичевића, кога је у петак испред Скупштине Србије напала група присталица Бошка Обрадовића. Поред Мартиновића и Сандре Божић испред парламента су и посланици СНС-а Верољуб Арсић, Игор Бечић, Благомир Орлић, Владимир Ђукановић, Александар Марковић, али и социјалиста Ђорђе Милићевић. На степеништу, преко пута напредњака, и даље је Бошко Обрадовић поподне у друштву страначке колегинице Марије Јањушевић. Подршку посланицима СНС-а данас су дали и министар Зоран Ђорђевић и директор Канцеларије за КиМ Марко Ђурић, који су их обишли. Испред парламента била је присутна и полиција, а грађани се налазе иза ограде која је и данас испред парламента. Све већи број грађана се окупљао у Пионирском парку, преко пута зграде Скупштине. Савез за Србију изразио је данас забринутост за здравље Бошка Обрадовића, уз разумевање за, како наводе, његов лични чин борбе за бојкот избора 21. јуна, али је вазно, кажу, да се Обрадовић сачува за даљу борбу против власти. Председавајући Савеза за Србију Јанко Веселиновић потписује саопштење у којем се такође "исказује нужност јединства свих опозиционих странака, покрета, интелектуалаца али и свих грађана" у борби за бојкот ових избора и за слободне изборе и слободне медије. Представници Покрета "1 од 5 милиона" однели су воду Обрадовићу и Александру Мартиновићу, уз поруку Тее Вукадин да су својом политичком агендом "поклопили" и обесмислили Шеварлићев штрајк и да обојицу виде као део истог система који треба променити. Председник Покрета социјалиста Александар Вулин рекао је данас да ће, ако Драган Ђилас почне штрајк глађу, почети и он, и све време бити уз њега. Председник Двери Бошко Обрадовић ноћ је провео у Скупштини Србије, за разлику од посланика Мартиновића и Божић, који су јутро сачекали испред парламента, на степеницама на којима су други дан штрајковали. Обрадовић је око 6:40h ујутру изашао испред зграде парламента. Он је синоћ нешто после поноћи ушао у зграду Народне скупштине, а пре тога потпредседница Двери Марија Јањушевић донела је Обрадовићу јастук и ћебе, које је унела у скупштину, а потом и врећу за спавање. Мартиновић и Божић су све време били на степеништу, а већи део ноћи испред је био и самостални посланик Миладин Шеварлић, који је повремено, на неко време улазио у зграду, али се враћао на степениште. Председник Србије Александар Вучић је на конференцији замолио учеснике изборне трке да кампања протекне без насиља и да се покаже пуно поштовање за политичке противнике и оне који мисле другачије, без обзира на којој се стране налазе. Рекао је да се испред Скупштине одржава скуп присталица СНС-а и покрета Двери. Истакао је да пребројавање није потребно, већ јединство и заједништво. Нагласио је да ће сви који буду правили нереде, без обзира којој страначкој опцији припадали, бити процесуирани. Позвао је све политичке актере да узму учешће на изборима и пожелео им фер демократску кампању. Испред зграде Скупштине Србије жандармерија је раздвојила присталице Српске напредне странке и мању групу људи који су дошли да подрже лидера Двери Бошка Обрадовића. Посланик СНС-а Александар Мартиновић рекао је да ће његова колегиница Сандра Божић послушати позив председника Србије и прекинути штрајк глађу. Лидер ССП Драган Ђилас апеловао је на разговоре. Присталице СНС-а разишле су се након што су Мартиновић и група посланика напредњака сишли да их поздраве, а касније су се и присталице СЗС-а разишле. Обрадовић је рекао да ће наставити штрајк глађу. Присталице СНС су, између осталог, узвикивале "Ацо Србине" и "Бошко фашиста". Обрадовића су подржали његови пријатељи и познаници из Чачка. Били су окружени присталицама напредњака, а међу њима су били и припадници жандармерије. Поновио је да проблеме у којима се налазимо треба превазићи и да политичку кризу треба решити "нормалним дијалогом". У једном тренутку Обрадовић се спустио са степеница до људи који га подржавају у тренутку када је дошао лидер Партије слободе и правде Драган Ђилас, као и други чланови Савеза за Србију. Група људи је дошла са њима. Вођа Двери узео је заставу Србије и махнуо је с степеница испред улаза у парламент. Током вечери 11. маја испред Народне скупштине избио је инцидент када је неко од окупљених физички напао, како су пренијели медији, активисткињу Демократске странке. Његов покушај физичког обрачуна убрзо је ескалирао у групну борбу, која је завршила истом брзином. Инциденту је претходила свађа и размена псовки. У међувремену, тај човек је идентификован и приведен на испитивање. Око 21h грађани који су се окупили испред Скупштине Србије како би пружили подршку посланицима који штрајкују – с једне стране присталице Српске напредне странке, а са друге покрета Двери – разишли су се са платоа. Следећег дана Александар Мартиновић је прекинуо штрајк глађу након што је Прво основно јавно тужилаштво у Београду саопштило да је предузело доказне радње како би се утврдило да ли је било елемената кривичног дела Насилничко понашање, 8. маја испред Народне скупштине када је лидер Двери Бошко Обрадовић физички насрнуо на посланика СНС Марјана Ристичевића. Штрајк глађу наставио је лидер Двери Бошко Обрадовић, који је до поноћи био на скупштинском степеништу, а ноћ је провео у посланичким просторијама. После подне му се придружио Иван Костић. Лидери Двери Бошко Обрадовић и Иван Костић су 20. маја прекинули штрајк глађу након молбе митрополита Црногорско-приморског Амфилохија и након консултација са страначким колегама и лекарима.

### Увођење нових епидемиолошких мера и нова радикализација протеста
Од 17. јуна у Србији се бележи нагли скок новооболелих људи од вируса COVID-19 са 54 на 94. У Србији су 20. јуна (дан пре избора) у последња 24 сата потврђена такође 94 нова случаја коронавируса, а једна особа је преминула. У Србији је наредни (изборни) дан потврђен 91 нови случај заразе коронавирусом, а једна особа је преминула. Епидемиолог доктор Предраг Кон упозорио је 22. јуна на свом Фејсбук профилу да је епидемиолошка ситуација у Београду поново претећа и да се због повратка студената својим кућама у јулу претња може проширити по читавој Србији. Епидемиолог Предраг Кон је написао на Фејсбуку да је до погоршања епидемиолошке ситуације дошло после 5. јуна, када је на јавним окупљањима дозвољено присуство 1.000 људи, након чега су ограничења потпуно укинута. Наредног дана 23. јуна, имунолог и члан Кризног штаба, доктор Срђа Јанковић, каже за РТС да то што се одржава број новооболелих из дана у дан показује да је коронавирус и даље ту и да би требало мало стегнути обруч око вируса. Данас је састанак Кризног штаба, а Јанковић очекује да мере које су на нивоу препорука, укључујући ношење маски, држање дистанце и максимални број људи који може да се окупи – пређу у законску снагу. Срђа Јанковић је, гостујући у Јутарњем програму РТС-а, навео да је потенцијално забрињавајућа ситуација што се број заражених на дневном нивоу приближава броју сто. На питање како смо дошли опет до броја од скоро сто оболелих дневно, Јанковић каже да се то сви питају, јер су очекивали крај епидемије. До почетка јула број новооболелих се попео на 14564 док се број преминулих повећао на 277 од почетка епидемије. Дана 1. јула, Ванредна ситуација је проглашена у Новом Пазару, Тутину, Врању и Крагујевцу, а Ужице и Београд су донели посебне мере. Епидемиолози су поручили грађанима да носе маске и држе физичку дистанцу.

#### Студентски протести 2. и 3. јула против затварања студентских домова и померања испитних рокова
Студенти из више студентских домова у Београду окупили су се 2. јула испред Скупштине Србије како би изразили незадовољство због најаве о затварању студентских домова, иако је накнадно договорено да до тога ипак неће доћи. Студенти су у протест кренули због најаве председника Вучића који је раније вечерас за РТС рекао да ће једна од мера, како би се зауставило ширење коронавируса, бити и затварање свих студентских домова у Београду. То је изазвало бурну реакцију студената у Београду, који су домове морали да напусте и током ванредног стања. Они су после најаве Вучића протестовали у Студентском граду, испред 4. априла, дома "Пенезић" на Звездари, узвикујући "Нећемо кући". Уследио је разговор студентских представника са председником Владе Србије након чега је одлучено да ће студенти ипак остати у домовима, али уз посебне мере. Студенти су се са Новог Београда упутили у протестну шетњу све до Скупштине Србије, где су им се придружиле колеге из више других домова како би изразили незадовољство због најављене, па повучене, одлуке о затварању домова. Најавили су ново протестно окупљање за наредни дан у 10.00 на Платоу испред Филозофског факултета и затражили да им се обрати министар просвете. Такође, захтевали су да им се достави званична одлука да домови неће бити затворени. Следећег дана 3. јула, група студената окупила се на платоу испред Филозофског факултета одакле су затражили од Владе и ресорног министарства да остану у студентским домовима до краја академске године, а не до краја испитног рока. Окупљени студенти су се разишли након што су добили уверавање да ће њихови захтеви бити испуњени. Поред захтева да остану у студентским домовима до краја академске године, а не до краја испитног рока, окупљени студенти тражили су и бесплатно тестирање и лечење за све студенте, додатни рок за студенте заражене коронавирусом, као и оставку управе Студентског парламента. Првобитно, студенти су планирали да оду до Владе Србије како би премијерки предали своје захтеве, али су одустали од тога након што им се обратила ректорка Београдског универзитета Иванка Поповић. Поповићева је рекла да је ту да подржи студенте и да је ранији договор са министарством просвете био да се реализује јулски испитни рок до краја, на шта су студенти реаговали повицима "цело лето, цело лето". Након обраћања ректорке, Радић је позвао колеге да се разиђу, јер су из Владе Србије добили уверавање да ће њихови захтеви бити испуњени. Док су се студенти окупљали на платоу, преко мегафона су им се обратили представници Студентског фронта, на шта је Радић реаговао и рекао да та група не представља студенте и да су они политичка организација. Радић је навео и да не жели да се протести студената политизују. У међувремену, министар Младен Шарчевић рекао је да је договорено да се студентски домови неће затварати. Студентски парламент Београдског универзитета саопштио је да је са министром просвете Младеном Шарчевићем договорено да студенти неће бити исељени из домова, као и да ће они који су позитивни добити прилику да додатно полажу испите. Ректорка Иванка Поповић изјавила је 8. јула за Танјуг да је Сенат потврдио намеру да сви факултети Универзитета у Београду организују допунске рокове, како би сви студенти могли да покажу своје знање. Студенти који су били заражени неопходно је да се пријаве продеканима за наставу или својим студентским представницима на факултетима како би могли да се организују додатни рокови. Поповићева је нагласила да је у овом тренутку најважније да факултети заврше упис, али и да се јулски испитни рок приведе крају. Како каже, факултети су предузели све мере заштите те су студенти у високошколским установама заштићенији него у другим просторима. Упитана када ће бити допунски испитни рок, она је рекла да је та одлука на факултетима и да у овом моменту не може да каже када би то било, али да се зна да школска година траје до 30. септембра и да допунски рок мора пре тога да се реализује. Представници Студентског парламента задовољни су закључком Сената и кажу да су за сада сви њихови захтеви испуњени. Студент проректор Јагош Стојановић рекао је да ће додатни испитни рок бити усвојен на свим факултетима, али и да ће заражени добити додатну шансу да полажу испите које су пропустили.

### Јулски нереди

#### 7. јул
Уторак 7. јул 2020. године је од почетка епидемије коронавируса забележен као најтежи дан за Србију са 13 преминулих особа и више од 120 људи на респираторима. У обраћању нацији председник Александар Вучић изјавио је да ситуација најалармантнија у Београду због чега је од сутрашњег дана најавио забрањено свако јавно окупљање за више од пет људи, а од петка до понедељка и полицијски час. Председник Србије је рекао да ће се одредити сати за шетњу пензионера, мајки са малом децом и кућних љубимаца током полицијског часа. Навео је да ће полицијски час највероватније бити на снази од петка у 18 часова до понедељка у 5 ујутру, а да би он волео, уколико се са тим сложи Кризни штаб, да то важи и за целу Србију. Грађани, незадовољни због најављених мера, у вечерњим сатима окупили су се испред Скупштине Србије протестујући због најављеног увођења полицијског часа. Учесници протеста су блокирали саобраћај на раскрсници Трга Николе Пашића и Таковске улице. Једна група учесника протеста сукобила се са полицијом на вратима Скупштине Србије, након чега су успели да уђу у хол парламента. Полиција је интервенисала и избацила демонстранте из скупштинске зграде у којој је накратко остао само политичар Срђан Ного. Полиција је употребила сузавац да би растерала групе демонстраната који су изазивали неред, гађали полицију чврстим предметима попут лименки и флаша. Демонстранти су, потом, дуго стајали на степеништу покушавајући да прођу кордон и уђу у парламент. После више бачених сузаваца су се померили ка Пионирском парку. Након што су се сукобили са полицијом испред скупштине Србије демонстранти су испред главне Поште у Београду запалили полицијска возила. Tри полицијска аутомобила запаљена су испред зграде Поште у Таковској улици. Ватрогасци су угасили ватру. Демонстранти се нису повлачили до дубоко у ноћ већ су само сабијени ка споредним улицама и у околним деловима парка око Скупштине. Скандирали су и узвикивали пароле против власти. На полицију су бацили бакље, а реаговао је и коњички одред полиције око поноћи. 
Демонстранти су покушавали да се поново организују и оду до зграде Дома народне скупштине. Више десетина људи је током нереда повређено. Запаљено је пет полицијских возила, повређена су три коња. O нередима у Београду известиле су и светске агенције. Мања окупљања су 7. јула одржана и у Новом Саду и Крагујевцу.

#### 8. јул
Следећег дана, грађани незадовољни епидемиолошком ситуацијом и радом актуелне власти су протестовали широм Србије. Иако су у престоници протести почели мирно, полиција је реаговала након што су је демонстранти гађали димним бомбама, флашама и бакљама. Нападнуте су екипе РТС-а у Новом Саду и Нишу. Окупљање грађана је почело на Платоу испред Филозофског факултета, а обратио им се Председник Покрета за преокрет Јанко Веселиновић, који је прочитао четири захтева. Први захтев је хитно именовање новог "деполитизованог Кризног штаба", а други се односи на функционере МУП-а и друге руководиоце који су "применили бруталну силу над грађанима који су исказали свој револт". Тражили су и хитно пуштање ухапшених грађана и информација о стању повређених, као и објективно извештавање РТС-а о захтевима и протестима побуњених грађана. На протесту су били и Драган Ђилас, Бошко Обрадовић, Зоран Лутовац, Вук Јеремић, Мирослав Алексић. Након обраћања Јанка Веселиновића, демонстранти су дошли до Скупштине Србије. Испред Скупштине Србије је око 20 сати испаљен сузавац. Испред Скупштине су летеле каменице, димне бомбе и бакље. Полиција је потиснула демонстранте делом према Скупштини града, а делом ка Тргу Николе Пашића. У једном тренутку су почели инциденти – демонстранти су гађали полицију светлећим ракетама, а бачен је сузавац. Једна група младића са црним маскама изгурала је председника Покрета слободних грађана Сергеја Трифуновића, уз увреде и псовке, а један човек га је ударио торбицом и раскрварио му главу. Велики број демонстраната побегао је на угао Косовске и Палмотићеве улице због топовских удара и полиције која их је потискивала даље од Народне скупштине. У Булевару краља Александра запаљени су контејнери, који су горели и испред Теразијског тунела. Кордон полиције спречавао је учеснике протеста да приђу згради парламента. Кордон полиције се налазио и на раскрсници Кнеза Милоша и Краља Милана, која је била блокирана. Демонстранти су бацали бакље, а током укључења репортерке РТС-а демонстранти су скандирали, јер су незадовољни извештавањем РТС-а. Демонстранти су Молотовљевим коктелима и каменицама напали кордон Жандармерије у Булевару краља Александра, након чега је полиција узвратила сузавцем. Кордон је померен до Ресавске улице где се налазе полицијски џипови и коњица, а демонстранти се углавном налазе у Ташмајданском парку и иду ка Правном факултету. Већина учесника демонстрација у Београду се после поноћи разишла. Они најупорнији су раштркани по ободима центра града. Кордони полиције и даље су постављени ка Таковској улици и ка Булевару краља Александра. У 18 сати, на платоу испред споменика Косовским јунацима, одржан је протест грађана Крушевца. Више стотина Крагујевчана окупило се у 19 часова на платоу испред Робне куће, а затим су у колони прешли на плато код Скупштине града. До извесног времена све је било мирно, а затим су демонстранти каменицама поломили стакло на згради града и полицијске управе у Крагујевцу. У просторије које се налазе у приземљу, убачене су бакље. Полиција је употребила сузавац, формирала кордон и потиснула демонстранте који су изазвали нереде. У центру Јагодине окупило се више десетина углавном младих људи. Учесници протеста прошетали су главном градском улицом од сквера до зграде Основног суда и вратили се у центар. У Смедереву је протест почео нешто после 20 часова и завршен је мирно и без инцидената. У Новом Саду су се окупили грађани испред Градске куће у 18 часова, а затим кренули у протестну шетњу, која је на почетку деловала мирно, осим што је долазило до повремених сукоба. Тражили су оставку директора полиције Владимира Ребића, министра Небојше Стефановића, Милоша Вучевића, градоначелника Новог Сада и председника Вучића. Захтевали су и да се распусти Кризни штаб, да се саопшти колико је тачно људи оболело и умрло од короне, да се паре за цркве преусмере на оне који су оболели, да се здравствени радници хонорарци запосле и да се они који су изгубили посао за време епидемије поново врате на своја радна места. На протесту су се чула скандирања "Хоћемо истину", "Доле Вучић" и "Косово је срце Србије". Међутим, дописник РТС-а из Новог Сада навео је да је на тргу кренуло демолирање градске куће од стране појединих демонстраната, а да је екипа Радио-телевизије Србије нападнута када су неки демонстранти видели микрофон РТС-а. Повређен је сниматељ Лазар Вукадиновић. Демонстранти су каменицама разбили врата на улазу у РТВ као и улаз у просторије СНС-а у Стражиловској улици, јавио је дописник РТС-а. Један мушкарац је повређен. Окупљање у Нишу је уследило после позива преко друштвених мрежа. Један број грађана Ниша окупио се око 19 сати испред градске скупштине, уз звиждуке и узвикивања, и блокирао саобраћај у улици Николе Пашића, а потом је дошло до нереда. Нападнута је екипа РТС-а. Сниматељ Иван Стамболић погођен је флашом или лименком у главу, а камера је поливена. До инцидента је дошло када је колона демонстраната почела да се креће од Градског одбора СНС-а ка КЦ Ниш, да би се затим вратили у центар града. Ту је екипи РТС-а било онемогућено да се укључи у програм. Демонстранти су испред нишке полиције поломили стакла на неколико полицијских аутомобила и гађали зграду каменицама. Деветнаест полицајаца и 17 демонстраната повређено је током другог протеста грађана у Београду. Докторка Ивана Стефановић из Хитне помоћи каже за РТС да је 12 медицинских екипа било испред Скупштине. Један полицајац повређен је као пешак у саобраћајној незгоди на углу Таковске и Булевара краља Александра када га је ударило путничко возило. Он је са лакшим повредама превезен на ВМА, навела је докторка.

#### 9. јул
У Београду је 9. јула, трећи дан заредом, одржан протест грађана незадовољних мерама због актуелне епидемиолошке ситуација и радом власти. Протест у престоници протекао је овог пута без нереда. Мирни протести незадовољних грађана одржани и у другим градовима Србије. Грађани су се у Београду окупили испред Народне скупштине, а неки од њих носе транспаренте на којима, између осталог, пише "Хапси хулигане, не туци свој народ", "Пендрек боли, али издаја ствара дубље ране". Током вечери било је спорадичних мањих кошкања, група момака је у једном тренутку упалила бакље. Протести су одржани и у Крушевцу, Нишу, Врању, Лесковцу, Новом Саду, Смедереву, Шапцу, Крагујевцу и другим градовима. Директор полиције Владимир Ребић рекао је да је током дводневних протеста повређено укупно 118 полицијских службеника, којима је указана помоћ у здравственим установама у више градова у Србији. Владимир Ребић је рекао да су "грађани синоћ били сведоци невероватних размера насиља не само у Београду већ и у Новом Саду, Нишу и Крагујевцу". Додао је да су током синоћних протеста процесуиране 153 особе. Директор полиције је такође истакао да је причињена велика материјална штета, јер су демонстранти оштетили имовину грађана, као и имовину Републике Србије. Подсетио је да је полиција и друго вече реаговала "тек када су на полицајце бачене каменице, димне бомбе, флаше и бакље, па чак и Молотовљев коктел". Наводи да су и нетачне информације да су међу демонстранте убачени људи из безбедносних структура како би изазвали нереде.

#### 10. јул
10. јула, мирно окупљање грађана почело је око 19.00 сати испред Народне скупштине у Београду, али је око 21:30 сати дошло до нереда. Група демонстраната испровоцирала је инциденте испред Скупштине, бацајући бакље, петарде и каменице ка вратима Скупштине. Једна група демонстраната покушала је да уђе у Скупштину, али их је полиција потиснула са степеништа. Део грађана удаљио се са платоа испред Скупштине, уз поруку да не желе да учествују у немирима. Група демонстраната испровоцирала је инциденте, бацала бакље, каменице и петарде ка вратима Скупштине, а чули су се и топовски удари. Они су оборили заштитну ограду испред Скупштине и флашама гађала обезбеђење у цивилу. Протести су одржани и у Новом Саду (где је група грађана безуспешно покушала да блокира ауто-пут за Београд), Крушевцу, Чачку, Ужицу, Нишу и другим градовима.

#### Смиривање ситуације
У центру Београда и 11. јула су се, пето вече заредом, грађани окупили на протесту. Окупљања и у другим градовима у Србији. Плато испред Народне скупштине почео је значајније да се попуњава после 20 часова. Дошле су различите групације са различитим захтевима. Оно што је заједничко свима је да су незадовољни актуелном влашћу и да траже оставке. Екипа РТС-а је видела раније да је полиција у цивилу привела једног младића и одвела га у правцу Косовске улице. Плато испред Народне Скупштине почео је значајније да се попуњава после 20 часова. Дошле су различите групације са различитим захтевима, јавља извештач РТС-а. Оно што је заједничко свима је да су незадовољни актуелном влашћу и да траже оставке. Екипа РТС-а је видела раније да је полиција у цивилу привела једног младића и одвела га у правцу Косовске улице. Није било видљивих истурених снага полиције, али је неколико јединица опремљених опремом за разбијање демонстрација примећено иза Скупштине, као и коњичка јединица. Међутим, све је протекло мирно. Неколико демонстраната је прилазило степеништу Скупштине Србије, где су палили свеће за "Џоа багеристу", који је 11. јула ујутру преминуо. Осим у Београду, протести и у другим градовима Србије. Полиција је у суботу ухапсила укупно 42 особе, како је навео директор полиције Владимир Ребић, због вандализма и нереда на протестима. У Крушевцу су се демонстранти одазвали позиву упућеном преко друштвених мрежа. Окупили су се у центру града, код споменика Косовским јунацима. Пре протестне шетње одржали су минут ћутања "Џоу багеристи". Грађани су се окупили и у Новом Саду. Кренули су у протестну шетњу и блокирали су мост Дуга на петнаестак минута. Протестна шетња и у Нишу. Грађани су позвани да не нападају полицију. У Чачку је на протесту постављена кутија за скупљање помоћи за болницу у том граду. Група људи окупила се и у центру Лесковца.
У Београду су се у недељу 12. јула, шесто вече заредом, грађани окупили на протесту. Незадовољни грађани су се окупили и у Нишу и Крушевцу. Чачани су протест искористили и за прикупљање помоћи за болницу. Репортер РТС-а јавио је да је демонстраната у Београду било мање него претходних дана. Били су раштркани на платоу испред Скупштине. Нису носили заставе, само неколико транспарената. У Пионирском парку готово да није било никога. На протесту није било никаквих инцидената, сем једне мање групе млађих момака који су скандирали и упућивали различите увреде на рачун председника и премијерке. Неки од тих момака пели су се уз степениште Скупштине, бацали су новац полицајцима, позивајући их да скину униформу. У неком тренутку момак и девојка су развили заставу Србије. Није било ни припадника полиције, макар оне у униформама. Пред Скупштином су били и припадници опозиције. Ту су били лидери СзС, лидер покрета Доста је било Саша Радуловић и самостални посланик Срђан Ного. Сем окупљених грађана и новинарских екипа није било великог броја полицајаца. Иза зграде Парламента је стајала коњичка јединица полиције, кордони и марице. Демонстранти су почели да се разилазе око 23.00. Саобраћај се одвијао без прекида Таковском улицом. Плато испред Градске скупштине слободан је за возила и за градски превоз. Грађани су се окупили и у Нишу. Протестна шетња кретала се централним градским улицама до зграде полиције. У том граду није било инцидената. Група грађана окупила се испред зграде Градске управе у Чачку где је поставила кутију у коју су, како су рекли, сакупљали помоћ за чачанску болницу. И током претходног протеста прикупљали су помоћ, када су сакупили неколико десетина хиљада динара. Крушевљани који су се пети дан заредом одазвали позиву упућеном преко друштвених мрежа, окупили су се у 19 сати у центру града, код споменика Косовским јунацима како би исказали незадовољство стањем у земљи. Окупљенима се обратило више суграђана истичући да од власти захтевају смену свих одговорних из полиције и БИА који су дозволили нереде на улицама Београда и који су применили прекомерну силу над ненаоружаним, мирним демонстрантима, пуну истину о догађајима у претходних неколико дана и одговорност за нереде у земљи. Инцидената није било. У Крагујевцу није било окупљања на платоу испред градске скупштине, иако је било најава.
Дана 13. јула, испред Централног затвора у Београду, данас после подне на позив Демократске странке окупила се група присталица опозиције са захтевом да се пусте сви ухапшени током протеста и нереда у Београду прошле недеље. Они су носили транспаренте са натписима "Стоп насиљу", "Хапсите лопове, а не борце". Окупљенима се обратио председник Демократске странке Зоран Лутовац, који је рекао да се солидаришу са, како је истакао, неправедно приведеним грађанима и да желе да покажу незадовољство владањем институција у Србији. Седмог дана протеста, демонстранти су се окупили на платоу испред Скупштине Србије. Испред улаза у зграду парламента није било полиције, али су полицијске снаге стациониране иза зграде Скупштине Србије. Саобраћај на тргу око Скупштине Србије је обустављен, а међу демонстрантима је виђен и посланик Срђан Ного. Грађани су се и вечерас окупили у Нишу испред градске скупштине. Окупљање је било мирно, без инцидената. Миран протест одржан је у Чачку. Мали број људи окупио се испред Градске управе у том граду. Кажу да су поднели допис управи града да се изјасни у вези са ситуацијом око коронавируса. Крај споменика Косовским јунацима у Крушевцу, шесто вече заредом, група Крушевљана окупила се у 19 сати како би исказала незадовољство стањем у земљи и упутила поруку солидарности демонстрантима у Београду. Обраћајући се окупљеним суграђанима говорници су истакли пре свега жељу да Србија буде законита држава, у којој се поштује Устав и у којој један човек не може да доноси одлуке у име свих. Скуп је завршен мирно, без инцидената.
И 14. јула је одржан протест испред Централног затвора у Београду. Окупљени су тражили пуштање свих ухапшених учесника протеста и нереда испред Скупштине Србије прошле недеље. "Ми смо се окупили да се солидаришемо не само са Владимиром Ментусом него са свима онима који су неправедно и противправно ухапшени и процесуирани преким судовима које демократске државе не познају", рекао је Зоран Лутовац, председник Демократске странке. Осми дан заредом испред Скупштине Србије протестовала је мања група грађана. Протести су одржани и у Крушевцу, Нишу и Чачку. Полиције испред зграде Скупштине Србије нема, саобраћај је затворен у оба смера, али нормално функционише улицама Кнеза Милоша и Таковском. На заштитној огради испред Скупштине Србије постављен је транспарент са написом "Косово је Србија" и фотографијама америчког председника Доналда Трампа и његовог представника за преговоре Београда и Приштине Ричарда Гренела. Међу грађанима су и лидер покрета Доста је било Саша Радуловић, Саво Манојловић из Удружења за заштиту уставности и законитости и Срђан Ного. Седмо вече, на позив преко друштвених мрежа окупила се група грађана у центру Крушевца да изрази протест против актуелне власти. Учесници протеста истичу да је ово маратонска борба за будућност и да од ње не треба одустајати. Окупљање грађана прошло је без инцидената. Протести су одржани и у Нишу где су се окупљени грађани прошетали централним градским улицама. Мања група грађана окупила се и у Чачку испред Градске управе изражавајући незадовољство радом локалних и републичких власти.
Од 15. јула до 2. августа испред скупштине наставили су да се одржавају свакодневни протести грађана са трендом константног опадања броја окупљених.

### Социјални протести
Неколико стотина незадовољних малих привредника окупило се 2. децембра 2020. године су се испред Министарства финансија у улици Адмирала Гепрата у центру Београда, захтевајући разговор са представницима владе и ресорним министром, како би се превазишле потешкоће у пословању током пандемије. Протест је завршен поруком власти да захтеве пошаљу у писаној форми. Удружење "Заштитник предузетника и привредника Србије" окончало је протест упозорења у Београду захтевом да их прими у Министарство финансија ради разговора о проблемима у привреди, али нису успели да поднесу ни списак предложених мера за растерећење пословања. Представница Удружења Слађана Трајковић рекла је за Бету да им је Министарство финансија рекло да захтеве у писаној форми предају Влади Србије у Немањиној 11. Привредници траже отпис пореза и доприноса за месеце за које је држава исплатила минималну зараду или део зараде и помоћ угроженим секторима. Трајковић је рекао да су на протест дошли привредници из целе Србије и да је "то снажна подршка и они неће одустати од захтева". На протестима су се могле чути пароле попут „Против злочиначког система за пљачку“, „Ово је раднички скуп, на улици смо без помоћи“, „Туристичке агенције умиру“, „То се одузима домаћој економији“, „Министар није шеф економије“. Како је раније извештавала Нова.рс, током протеста саобраћај није пролазио улицом Адмирала Гепрата. Окупљени су носили маске и поштовали мере епидемије. Милена Алмонд, из Заштитника предузетника и приватних предузетника Србије, рекла је да ће у јануару око 200.000 људи остати без посла ако не буде реакције државе. Подржали су их и представници Удружења за заштиту уставности и иницијативе „Не да(ви)мо Београд“.
Хонорарно, привремено и повремено запослени радници, који примарно зарађују путем интернета, тзв. фриленсери, незадовољни најавама ретроактивне наплате пореза на зараде, а координисани од стране Удружења радника на интернету су одржали и протестни скуп 30. децембра.
Нови протест фриленсера је најављен за 16. јануар 2021. године.

### Еколошки протести

#### Протест 13. јуна
Дана 18. маја, Покрет Одбранимо реке Старе планине (ОРСП) најавио је да ће организовати велики протест 13. јуна у Немањиној улици у Београду под слоганом „Наше реке, наше шуме, наш ваздух, наша земља“, најавио је један од оснивача и вођа ОРСП-а, Александар Јовановић. Јовановић је подсетио да је на састанку са председником Александром Вучићем и ресорним министрима почетком 2019. године државно руководство преузело обавезу да Влада у року од десет дана донесе Уредбу о забрани изградње мХЕ у заштићеним областима, што се, како је додао, још није догодило. Учесници протеста под називом "Наше реке, наше шуме, наш ваздух, наша земља" организовали су 13. јуна протест које је предводио покрет "Одбранимо реке Старе планине" испред Владе Србије, рекли су да траже од власти да одмах, без одлагања, донесу одлуку о забрани градње мини хидроелектрана. Један од вођа покрета „Одбранимо реке Старе планине“, Александар Јовановић Ћута, рекао је да су се они окупили пред Владом Србије да кажу „не онима који свакодневно оскрнављују наше реке и нашу природу“. Истакао је да је "у току генерални напад на све што је здраво у Србији". Јовановић је рекао да више немају времена за лажи и обећања представника власти и прогласио еколошку аутономију Парком природе Стара планина. Појаснио је да то значи да све док владавина закона не успостави, грађани имају право да то спроводе. Јовановић је рекао и да су од данас прекинули сву комуникацију са свим органима Републике Србије и да са њима могу разговарати само у живом преносу на Српској радиотелевизији. Декан Шумарског факултета у Београду Ратко Ристић рекао је да скоро три године покушавају да информишу јавност о катастрофалном утицају на животну средину концепта изградње малих хидроелектрана деривативног типа, које наносе невероватну штету животној средини, нарушавају екосистеме, производе непристојно мало енергије. Он је рекао да су разговарали са председником Србије Александром Вучићем и премијерком Аном Брнабић и додао да само траже да се испуне обећања, а то су забрана градње на заштићеним подручјима, формирање државне комисије која би била састављена од представника министарстава, независних стручњака и представника. организације које се боре против изградње малих хидроелектрана. Научни саветник др Драгана Ђорђевић рекла је да удишемо најзагађенији ваздух на свету, што озбиљно штети здрављу. Истог дана одржана су два протеста на различитим локацијама. Један протест су предводили припадници покрета Светло које на челу са Милованом Бркићем и Бранком Драгашем на Тргу републике, а други скуп су одржали припадници покрета Достојни Србије чији је лидер доктор безбедности Душан Дунђер чије су се присталице окупиле испред Народне Скупштине Републике Србије. Окупило се неколико стотина грађана 13. јуна, а у наредних седам дана је неколико десетина присталица остало испред Скупштине где су следећег дана под вођством српског трофејног бодибилдера Петра Челика прогласили тзв. Народну Републику Србију. Дан после проглашења Народне Републике Србије дошло је до сукоба Дунђера у Челика па је проглашење поновљено 16. јуна, а тзв. влада Народне Републике Србије је изабрана 17. јуна у кући Душана Дунђера. Лидер покрета Достојни Србије Др Душан Дунђер није се појавио пред присталицама до 19. јуна.

#### Пробијање цеви на ракитској реци 15. августа
Активисти покрета „Одбранимо реке Старе планине“, уз подршку иницијативе „Не утапимо Београд“, у суботу, 15. августа, пробили су цев у Ракитској реци постављену за изградњу мини хидроелектране (МХЕ), онемогућивши њен рад. У селу Ракита на југоистоку Србије окупило се неколико стотина активиста из различитих делова Србије, али и околних земаља који се, заједно са житељима овог села, противе изградњи МХЕ. Током „акције“, полиција није интервенисала и није било инцидената. Одлуком Министарства заштите животне средине од 4. јануара 2019. године инвеститору је забрањено да изводи радове на изградњи МХЕ у селу Ракита и наређено је да обнови терен и врати га у првобитно стање, односно да уклони око 300 метара већ постављених цеви са корита реке. Активисти покрета „Одбранимо реке Старе планине“ истакли су да се, више од годину дана, цеви још увек налазе на истом месту. Додали су да су локално становништво и волонтери послали обавештење о акцији уклањања цеви општини Бабушница, Министарству заштите животне средине и Министарству грађевине, саобраћаја и инфраструктуре. Незадовољни становници села Ракита смештеног између Старе и Суве планине организовали су низ протеста од почетка градње, у јулу 2017. године, као и покушаје блокирања градилишта. Такође су властима послали неколико захтева да одговоре на догађаје у Ракити. Протесту су се придружили активисти за заштиту животне средине који су се спонтано почели окупљати на локацијама на Старој и Сувој планини, где је почела изградња МХЕ.

### Паралелна дешавања
Паралелно са главним током протеста, у земљи се одржало и неколико несродних окупљања.

#### Народне патроле и протести против миграната у фебруару и марту
Током јануара и фебруара 2020. године дошло је до гласина о наглом порасту насељавања илегалних миграната у Србију. То је довело до повећаног степена насиља од стране миграната према грађанима Србије као и од самих грађана према мигрантима те се и сам степен ксенофобије повећавао. У вечерњим сатима 21. фебруара, група младића прошетала је Београдом и поделила мигрантима летке на којима је, на енглеском, арапском и српском писало: "Због учесталих болесних напада на српске жене и девојке, забрањено вам је кретање ван мигрантских центара након 22:00ч до 06:00 ујутро и кретање више од три особе у групи током дана. Напади на наше грађане вам неће проћи некажњено". Три дана касније 24. фебруара више јавно тужилаштво у Београду дало је налог полицији да изврши провере у вези са спорним снимцима који су се појавили на друштвеним мрежама, потврдила је за "Новости" портпаролка ВЈТ Ирена Бјелош. На њима се виде припадници ноћних "народних патрола", организованих око Иницијативе "Нема предаје Косова и Метохије", који пресрећу мигранте и избеглице око београдске аутобуске станице и Зеленог венца, ограничавајући им кретање. Такав поступак ВЈТ је само додатно револтирао један број грађана те су заказали у недељу 8. марта од 16 часова испред Владе Србије да организују велики свенародни протест против мигрантског насиља. Дана 8. марта пред Владом Србије одржан је протест због мигрантског насиља. После протеста организована је шетња у деловима града у којима има највише миграната. Полицајци на терену су били у пуној опреми. Они су развили транспарент на којем су писали „Терористи нису добродошли“ и „Нећете нас заменити“. Викали су: „Ми не желимо мигранте“, „Србија Србима“, „Ограде мигрантима, слобода грађанима“, као и „Не постоји подела Косова“, Косово је срце Србије“ и „Нећемо давати свете ствари“. Тај протест изазвао је осуде одређеног дела јавности. Повереник за избеглице и миграције Владимир Цуцић рекао је да су антиимгрантски протести који су у недељу, 8. марта организовани у центру Београда, "велика срамота и срамота" за Србију, али да је мали број учесника учинио "поносним".

#### Протестне литије и мањи протести
Два скупа у знак подршке ухапшеним свештеницима Српске православне цркве у Црној Гори одржана су у четвртак увече 14. маја у Београду. Прво су се верници, на позив патријарха Српске православне цркве Иринеја, окупили у крипти Храма Светог Саве на Врачару, где је одржана молитва "за подршку црногорских свештеника и народа Црне Горе". Друго окупљање под називом "Свијећа за слободу" одржано је испред цркве Светог Марка, а бивши вођа забрањене десничарске организације "Образ" Младен Обрадовић био је на првом месту. Протест поводом хапшења и притварања владике будванско-никшићког Јоаникија и свештенства Српске православне цркве био је одржан и 15. маја у 19 сати испред цркве Светог Марка у Београду. На тај начин су окупљени грађани подржали владику и свештенике који су у притвору и послали поруку црногорском режиму да су против прогона Јоаникија и других Срба у Црној Гори. Владика и свештенство осумњичени су да крше мере које је усвојило Национално координационо тело ради спречавања ширења коронавируса јер су у Никшићу 12. маја организовали литургију и богослужења поводом празника светог Василија Острошког. Од суботе 16. маја су настављене свакодневне протестне литије под вођством рашчињеног монаха Антонија уз подршку појединих актуелних свештеника Српске православне цркве.

#### Протести против конституисања дванаестог сазива Народне скупштине Републике Србије
У Скупштини Србије су 3. августа потврђени мандати нових народних посланика који су положили заклетву, чиме је званично конституисан нови сазив парламента. 
Учесници протеста у организацији Покрета "Доста је било" окупили су се 2. августа испред зграде парламента што је, како су најавили, увод у блокаду Народне скупштине за наредни дан у 9.00 сати. Саобраћај испред зграде Парламента Србије био је блокиран од 20.00 због протеста. Циљ скупа је, како су навели организатори са Сашом Радуловићем на челу, да блокирају "фалсификоване" посланике да конституишу "фалсификовану" скупштину у Дому Народне скупштине. Учесници протеста носили су транспаренте "Обарање фалсификованих избора", "Захтев је један - оборени избори - оборена власт". Део грађана који је претходну ноћ био на протесту испред Скупштине Србије и ујутро се окупио испред парламента. Они су сматрали да су избори нерегуларни и не признају актуелне посланике ни данашњу конститутивну седницу. Окупљени грађани су добацивали посланицима и звиждали док су они улазили и излазили у зграду. Окупљени грађани су добацивали посланицима и звиждали док су они улазили и излазили у зграду. Док се одвијала седница, део демонстраната је гађао скупштинско степениште јајима и парадајзом. Један младић је приведен у Пионирском парку, али се не знају разлози привођења. Полиција није интервенисала осим када је део демонстраната покушао да заустави саобраћај. Припадници Министарства унутрашњих послова у Београду ухапсили су исти дан посланике Срђана Нога и Зорана Радојичића по налогу Вишег јавног тужилаштва у Београду, а због постојања основа сумње да су извршили кривично дело позивање на насилну промену уставног уређења, саопштио је МУП. Како се наводи, осумњиченима је одређено задржавање до 48 часова и они су уз кривичну пријаву, били приведени надлежном тужилаштву. Ного и Радојичић су ухапшени у Сарајевској улици. Ногов адвокат Марко Пушица рекао је за Танјуг да верује да је његов клијент ухапшен, јер је најављивао употребу пејнтбол пушке испред парламента. Ногу је тај дан престао посланички имунитет, будући да је потврђен мандат посланика у новом сазиву. Нешто после 20 часова испред Скупштине Србије је почео протест за захтевом да се на слободу пусте бивши народни посланици Срђан Ного и Зоран Радојичић. Бивши посланици Срђан Ного и Зоран Радојичић пуштени су два дана касније да се бране са слободе након саслушања у Вишем јавном тужилаштву у Београду, које није тражило од суда да им одреди притвор. Портпарол тужилаштва Ирена Бјелош прецизирала је у изјави за Танјуг да су Ного и Радојчић саслушани поводом кривичног дела позивање на насилну промену уставног уређења у покушају.

#### Протести против вакцинације, нових строгих мера против ковида 19 и против крађе беба
Група грађана окупила се 7. септембра у подне испред Института „Батут“ у знак протеста против, како кажу, најављених испитивања вакцина против вируса короне. Протест је уследио након што је новинска агенција Ројтерс два дана раније известила да се Србија, заједно са Пакистаном и још две земље, сложила да учествује у тестирању вакцине против вируса короне коју производи кинеска компанија ЦНБГ. Министар здравља Златибор Лончар је негирао рекавши да нису испуњени услови да се такво тестирање уради у земљи, рекавши да ће званичници бити ти који ће се појавити пред јавношћу ако се тако нешто догоди. Протест је предводила др Јована Стојковић, која је окупљенима рекла да је министар просвете најавио да ће деца бити одузета родитељима ако не буду вакцинисана, па окупљени носе транспаренте „Нећемо вам дати децу“. Стојковић повезује вакцине са милијардером Билом Гејтсом и тврди да не постоје докази да су вакцине безбедне и да могу да изазову озбиљне нежељене ефекте. Такође су се окупили против најаве да ће деца која ће имати симптоме вируса короне током боравка у школи бити тестирана без пристанка родитеља. Око зграде „Батут“ било је неколико припадника МУП-а, протест је протекао мирно и ретко ко од учесника носи заштитне маске
10. октобра, родитељи несталих беба одржали су протестни скуп на београдском Тргу републике са циљем да још једном скрену пажњу јавности на судбину деце, за коју верују да је отета рођењем, а затим продата или дата на усвајање. Окупили су се и да би позвали надлежне институције у Србији да осветле околности под којима је њихова деца нестала. Закон о утврђивању чињеница о статусу новорођене деце, за коју се сумња да је нестала из породилишта у Србији, ступио је на снагу 11. марта 2020. године, а чланом 17. прописано је да је рок за покретање судског поступка шест месеци од дана ступања на снагу. Главне замерке које су родитељи изнели на закон су да родитељима нуди новчану надокнаду, уместо да одговоре на питање шта се догодило са њиховом децом. Заштитник грађана Србије Зоран Пашалић рекао је 11. септембра, на дан када је истекао законски рок за покретање судског поступка за утврђивање чињеница о несталим бебама, да ванредно стање уведено због епидемије ковида 19 треба да буде продужено за више од месец и по дана, јер су у том периоду уредбом Владе Србије престали да теку сви рокови у судским поступцима. Од тренутка доношења закона па надаље, родитељи несталих беба све што се догодило сматрало је „истезањем и стицањем времена“. Србија је била обавезна да донесе посебан закон, који би био правни оквир за решавање свих случајева „несталих беба“, пресудом Европског суда за људска права у Стразбуру из 2013. године у случају једне од мајки Зорице Јовановић. Пресуда коју је 2013. године донео Европски суд за људска права против Србије у случају Зорице Јовановић, која је тужила државу јер није добила одговор на питање шта се догодило са бебом за коју јој је речено да је умрла у породилишту у Ћуприји више од тридесет година. дан након рођења, био је кључни тренутак. Пресудом је наложено да се питање нестале деце мора решавати систематски, а рачун се налазио у Скупштини скоро шест година након истека рока који је Србија добила од Савета Европе. У Србији више од 2.000 родитеља, окупљених у удружења, тражи истину о бебама рођеним пре две, три и више деценија, за које су им у породилиштима рекли да су умрле, за шта сумњају, јер многи од њих никада нису добили тела деце, нити пратећу документацију.

#### Нови студентски протести против закона о високом образовању
Студенти окупљени око иницијативе „Заштитимо студенте“ протестовали су 24. септембра 2020. на платоу испред Ректората Универзитета у Београду, тражећи смањење школарине због економских последица епидемије короне..
Професори, сарадници и студенти Филолошког факултета затражили су 29. септембра на протесту на Платоу испред Филозофског факултета хитно заказивање седнице Научно-наставног већа на којој ће се гласати о предлогу за новог декана, а захтев је у писаном облику у протестној шетњи однет и предат Министарству просвете. Професор Филозофског факултета Леон Коен, који је један од потписника писма подршке колегама са Филолошког факултета, рекао је на протесту да такав акт угрожава аутономију Универзитета, и да се од Министарства просвете тражи да поништи „неодрживо решење” просветне инспекције и тиме да свој допринос за сређивање прилика на Филолошком факултету. Професорка Филолошког факултета Ива Драшкић Вићановић је рекла да је на том факултету први пут од 2006. године Научно-наставно веће на тајном гласању изабрало више факултетских комисија и тела која су месецима и годинама чекала на формирање, које је прекинуо налог Просветне инспекције да се поступак за избор декана тог факултета заказано за 21. септембар, обустави. Студентима су се обратили глумци Светлана Бојковић и Милан Михајловић.
Студенти који су захтевали ниже цене школарине радикализовали су протест постављањем шатора испред зграде Министарства просвете у Немањиној улици у Београду.

## Ток 2021.

### Протести фриленсера
Неколико стотина чланова Удружења Интернет радника одржало је 30. децембра протест испред зграде Министарства финансија и Владе Србије, јер је Пореска управа упутила више од 2.000 „захтева за контролу“ онима који зарађују на том послу. Окупљени су носили транспаренте на којима је, између осталог, писало: „Дужничко ропство за нашу децу“, „Не уништавајте слободњаке“, „Центар корупције је влада“, „Порез - да. Харач - не“. Интернет радници и други слободњаци протестовали су 16. јануара 2021. године у Београду, тражећи од државе да одустане од мера којима су ретроактивно опорезовани пре пет година. После протеста испред Скупштине Србије, прошетали су централним градским улицама до зграде Владе Србије, а затим до Трга Славија.
Представник Удружења радника на Интернету које је организовало протест Миран Погачар рекао је да је током протеста стигао позив из кабинета премијерке Ане Брнабић да у понедељак, 18. јануара, дође у Владу на почетак преговора.

### Протести због убиства пешака у Нишу
4. јануара 2021. године, бахати деветнаестогодишњи возач је на нишком Булевару Медијана убио двојицу пешака, од којих једно дванаестогодишње дете. Већ наредне вечери, неколико десетина грађана је изашло на улице, захтевајући да се стане на пут бахатим возачима. Знатно већи протест је одржан већ у наредну суботу, 9. јануара, када се на месту несреће окупило неколико хиљада демонстраната, који су на крају дошли до полицијске станице и ушли у вербални сукоб са начелником саобраћајне полиције. Још један протест је наговештен за наредну суботу, 16. јануар.

### Протести у Београду против ковида 19 и вакцина
Протест против вируса короне и нових мера Владе Србије започео је на централном Тргу републике у Београду у суботу 20. марта, око 15.30 часова, а протести против затварања организовани су истог дана у још неколико европских градова. На следећем протесту 3. априла, неколико хиљада грађана окупило се на Тргу Републике у Београду на такозваном „Протесту за слободу“. Грађани који нису носили заштитне маске, нити поштовали физичку дистанцу, протестовали су против епидемиолошких мера, затварања привреде и школа. Организатор скупа, Ивица Божић, позвао је на промену система у Србији, због „последица 76 година уништавања народа“ и укидања Кризног штаба за борбу против епидемије коронавируса. Тражио је да се на Радио-телевизији Србије организују дебатне емисије и објасне "штетне и добре стране" вакцине. Међу окупљенима је и др Јована Стојковић, која је два дана пре 1. априла била међу приведенима због ширења лажних вести о вакцинацији. Један од организатора протеста, покрет Доста је било, у најави протеста позвао је на одбрану „слободе и заштиту уставом загарантованих права“. Скуп „Протест за слободу“ завршен је на Савском тргу, испред споменика Стефану Немањи, где су учесници одиграли коло.

### Клерикални протести

#### „Породична шетња“ у организацији Двери 15. маја
Учесници Породичне шетње, коју је организовао покрет Двери, затражили су повлачење из парламентарне процедуре три, како је речено, противуставних закона, укључујући и онај о истополним заједницама. На скупу испред Скупштине Србије, организованом поводом Међународног дана породице, лидер Двери Бошко Обрадовић рекао је да је неопходно повући из процедуре сва три противуставна и антихришћанска закона. Обрадовић је истакао да Двери предлажу пореску реформу која би требало да омогући смањење пореза онима који су у браку и имају децу, како би више новца остало у кућном буџету.

#### Велики Анти-КОВИД и Анти-ЛГБТ протест 18. септембра
У Београду је 18. септембра одржан протест антиглобалиста и противника ковид пропусница, вакцинације и других мера против коронавируса. Група од неколико десетина демонстраната гађала је јајима полицијски кордон у Немањиној улици. На протесту су бројне организације - Антиглобалисти Србије, Лекари и родитељи за науку и етику, Покрет српске саборности, Покрет отете бебе - промена система. Како се може видети на фотографијама новинских агенција, скупу на Тргу придружио се и лидер Двери Бошко Обрадовић, који је подржао протест. У протестну шетњу демонстранти су кренули са Трга, а иза зграде Председништва, на Теразијама, запаљене су бакље. Са говорнице постављене на камиону су поручили да су против ковид пропусница, маски, вакцинације, да се "гнушају" Параде поноса. Запалили су и изгазили заставу дугиних боја, симбол ЛГБТ заједнице. Демонстранти су истакли заставе Србије и различитих покрета, поједини носе иконе, а развили су и транспарент "Слога биће пораз врагу". Певали су "Ој, Косово, Косово". Окупљени су око 19.30 кренули низ Теразије, ка згради Владе Србије. Група демонстраната покушала је да се попне уз Немањину улицу, али им кордон полиције није дозволио да прођу. Затим су се окренули и спустили низ Немањину улицу до споменика Стефану Немањи, где су раширили транспаренте и заставе. У једном тренутку учесници протеста заиграли су ужичко коло око споменика. Група демонстраната јајима је гађала кордон полиције у Немањиној улици, код некадашње зграде Генералштаба. Раније током вечери полицијски кордон на кратко је обишао и министар полиције Александар Вулин, али се није обраћао медијима. Кордони полиције за разбијање демонстрација и код Београђанке и у Ресавској улици.

### Штрајкови адвоката

#### Прва фаза (Мај — Јул)
Министарство правде је 19. маја објавило Нацрт закона о изменама и допунама Закона о парничном поступку. Велика група адвоката накратко је 24. маја блокирала саобраћај у центру Београда, недалеко од седишта Адвокатске коморе Србије (АКС), захтевајући повлачење из јавне расправе нацрта новог закона о парничном поступку и најављујући наставак протест док се то не догоди. Адвокат Чеда Кокановић рекао је Бети да предлог закона, који је објављен на јавној расправи, има за циљ да спречи грађане у остваривању њихових права када их држава крши, како се стручно каже, "да им онемогући приступ суду". Он је оценио да је на данашњем састанку, који је одржан "спонтано", било најмање две стотине адвоката, међусобно се обавештавајући путем друштвених мрежа, те да неће одустати од свог захтева да се нацрт повуче из јавне расправе и не направи нови. Адвокати незадовољни предлогом новог Закона о парничном поступку најавили су нови протест за уторак у Београду 1. јуна.
Неколико стотина адвоката из Београда, Зајечара, Ваљева, Јагодине, Новог Сада, Ниша и Руме окупило се 1. јуна испред Адвокатске коморе Србије на протесту против Нацрта измена и допуна Закона о парничном поступку. Како је новинарима рекао адвокат Чедомир Кокановић, адвокати траже повлачење предлога јер га сматрају лошим за грађане Србије.
Трећи протест адвоката који траже повлачење комплетног нацрта закона о изменама и допунама закона о парничном поступку, одржан је 11. јуна испред зграде Министарства правде у Београду. Окупљени, који су носили транспаренте са натписима „No pasaran“ и "Ни напред ни назад", изјавили су да неће одустати од захтева који, како су навели, нису политички већ искључиво професионални, те додали да су Министарству Правда је „џентлменски споразум“ да се повуче „оспорени нацрт закона“. Наводећи да је акт уперен против грађана и да у њему "ништа није добро", учесници протеста најавили су да ће на следећи састанак доћи "5.000 адвоката", ако ресорно министарство не испуни њихове захтеве. Она је рекла да је закон "уметност добра и једнаких" и да у предложеном нацрту "ништа није добро или једнако". Она је оценила да је нацрт закона у целини неправедан према грађанима „и да се мора повући у целини. Адвокат Бојан Чедић рекао је да ће, ако се закон у предложеној форми усвоји, право на судску правду имати само богати. Он је оценио да је АКС "стала на страну богатих и против адвоката и обичних грађана". "Ово није политичка борба, већ борба за право обичног човјека да на суду побиједи богате", рекао је Чедић. Адвокат Бранислав Тапушковић позвао је адвокатску комору на уједињење. "Морамо бити јединствени и тражити државу, борити се против ковида, слушати професију", рекао је Тапушковић. Протест неколико стотина адвоката почео је у Дечанској улици испред седишта АКС, а затим су у колони прошетали поред зграда Уставног суда и Правног факултета до зграде Министарства правде у Немањиној улици. Током шетње Дечанска улица је затворена за саобраћај, а затим је полиција регулисала саобраћај и омогућила проток возила у једном смеру на Тргу Николе Пашића, поред Скупштине Србије, као и на Булевару краља Александра. Саобраћај је једно време био обустављен на Тргу Славија испред зграде Министарства правде. Српски адвокати саопштили су крајем јуна да је Министарство правде, упркос очигледно контроверзном нацрту закона о парничном поступку и великом отпору јавности, одлучило да заврши започето током празника, на штету правног поретка Републике Србије и свих њених грађана, и најавили следећи протест за 1. јул. У саопштењу се наводи да министарка правде Маја Поповић није повукла нацрт закона из процедуре, нити је распустила спорну радну групу, нити је пажљиво размотрила критике, већ ствара привид јавне расправе која је у потпуности Приватизовала чланове радне групе. Министар жели да допуни ову радну групу особама које су предложили представници Адвокатске коморе којима је истекао мандат или су поднели оставке како не би били опозвани, а како би обоје, жртвујући закон и све грађане, прикрили њихове озбиљне грешке. резултирало је скандалозним нацртом текста.
Четврти протест адвоката од маја, када је Министарство правде објавило нацрт закона, одржан је 1. јула. Током протестне шетње централним београдским улицама, која се завршила испред зграде Министарства правде Србије, саобраћај је на кратко био блокиран. Окупљени адвокати тражили су формирање групе која би сачинила нови предлог закона. Међу главним замеркама, како је рекла адвокатица Јелена Павловић у обраћању испред зграде Министарства правде, јесте то што јавна расправа о нацрту закона, према њеним речима, још није почела, иако је најављена за 1. јул.
Десетине адвоката, 5. јула су обуставили рад по пети пут због покушаја аутентичног тумачења закона о облигационим односима, заштити потрошача и заштити корисника финансијских услуга, окупили су се у знак протеста испред Скупштине Србије у Београду. Протести и штрајкови су у наредна два месеца утихнули, да би на јесен поново ескалирали и радикализовали се.

#### Друга фаза и радикализација протеста (септембар — октобар)
Врховни касациони суд усвојио је 16. септембра допуну свог мишљења из 2018. године, према којем сада банка има право на наплату трошкова и накнада банкарских услуга, под условом да је то јасно предочила у понуди. Због тога, како се наводи у правном ставу ВКС, одредба уговора о кредиту којом се корисник кредита обавезује да банци плати трошкове кредита није ништава, под условом да је понуда банке садржала јасне и недвосмислене податке о трошковима кредита.
Протест адвоката, незадовољних променом става Врховног касационог суда (ВКС) о трошковима обраде кредита у споровима између грађана и банака, почео је 20. септембра у 12 сати испред овог суда. Испред ВКС се окупило око 200 адвоката, а Немањина улица је блокирана. Људи су пристизали сваког тренутка. Уз Београд, протести се одржавали и у другим градовима у Србији. Адвокат Бранислав Тапушковић изјавио је да је страшно што адвокати морају да траже правду на улици.
„Жао ми је што се окупљамо овако, као неки људи са улице, и блокирамо саобраћај, уместо да наши представници у коморама одржавају седницу истог дана када је ова одлука донета. Уставни суд је најслабија институција у правном систему Србије и за 55 година рада нисам чуо ниједну њихову одлуку. Где су наши челници из адвокатских комора Београда и Србије, који нису са нама? Они ће вечерас одржати седницу иза затворених врата, а у затвореним круговима има много више одлучивања", рекао је Тапушковић.
Када се поменуло име Драгише Слијепчевића, судије Врховног касационог суда, окупљени су звиждали. У једном тренутку је зграду Врховног суда напустио адвокат Мома Булатовић, који је на позив својих колега, иако то није било предвиђено, пристао да одржи кратак говор. Он је навео да га све ово подсећа на протесте адвоката 2014. године против увођења нотара.
Следећи протест адвоката одржан је 24. септембра око 15.30 часова испред зграде Врховног касационог суда у Немањиној улици, која је у међувремену одблокирана за саобраћај. Адвокатска комора Србије навела је да не стоји иза протеста. Репортерка Н1 Ана Новаковић изјавила је да се око 200 људи окупило испред Врховног касационог суда. Њихови захтеви су исти као и четири дана касније, да се обустави одлука ВКС којом банке могу наплатити трошкове обраде кредита, чему се противе. Адвокати су у понедељак такође позвали АКС да обустави рад док се таква одлука ВКС не поништи. Репортерка прве половине Ксенија Павков рекла је да су адвокати у Новом Саду и целој Војводини ступили у штрајк. Како су објаснили, одлука АЦС-а обавезујућа је за све адвокате без изузетка, а они који се томе противе могли би се суочити са некаквим санкцијама. То не значи да судови не раде, могу се спровести процедуре које не захтевају присуство адвоката, али адвокати данас неће учествовати у поступцима пред судовима и другим органима. Испред зграде Основног суда у Новом Саду у понедељак се окупила мала група, око 30 до 40 адвоката, било је то спонтано окупљање, како су објаснили, то није био протест у класичном смислу те речи, АКВ није иза тога. изразило би незадовољство одлуком ВКС.
У Београду је 2. октобра одржан протест адвоката и грађана незадовољних правним ставом Врховног касационог суда којим се сматра да је дозвољено да банке уговарају трошкове обраде кредита. Грађани су се окупили испред Уставног суда у Булевару краља Александра где су поново затражили повлачење става Врховног касационог суда којим се сматра да је дозвољено да банке уговарају трошкове обраде кредита који, како кажу, штети грађанима, након чега је уследила протесна шетња до Палате правде. Протест је протекао мирно, а окупљени су носили транспаренте са порукама "Повуците га!", "Но пасаран!", "Поштујте закон!" "Стоп банкарском терору". Испред Уставног суда се, између осталих, обратио адвокат Мирослав Живковић који је рекао да је 16. септембра правосуђе у Србији престало да постоји.
"Шеснаестог септембра издали су допуну након које смо се ми побунили. Рекли су нам да немамо права на протесте, да то није по етици, неком кодексу. Са овог места им одговарамо, имамо само један захтев, а то је: Повуците га!", рекао је Живковић.
Окупљени су потписивали петицију обуставе рада целе адвокатуре у Србији док се не промени став Врховног касационог суда. Због протеста, био је заустављен саобраћај у Булевару краља Александра. Министарство правде је саопштило да притисцима на Врховни касациони суд се урушава интегритет правосуђа.
Адвокати Србије окупили су се поново 16. октобра у центру Београда, испред седишта Адвокатске коморе Србије, где се одржала седница Управног одбора на којој се разматрала обустава рада због става Врховног касационог суда о банкарским поступцима у обрачунима накнада за кредите грађанима. Управни одбор изгласао је дводневну обуставу рада. Управни одбор Адвокатске коморе Србије изгласао је на предлог председнице Јасмине Милутиновић дводневну обуставу рада адвоката 20. и 21. октобра, објављено је на Твитер налогу коморе. Члан УО Адвокатске коморе Србије Драгослав Љубичановић рекао је претходно на протесту да ће пренети став окупљених адвоката, наводећи да се ставом Врховног касационог суда (ВКС) покушава изменити пракса у поступању судова. Адвокат Раде Цвијетић навео је пример да постоји 30.000 правоснажних пресуда против банака за незакониту наплату трошкова обрада кредита и осигурање НКОСК-а, а да постоји два пута више првостепених пресуда против банака. Адвокат Мирослав Живковић именовао је чланове УО Адвокатске коморе Србије који су против обуставе рада адвоката. Глумица Светлана Бојковић подржала је протест адвоката "у борби за независно правосуђе", док су адвокати, који протестују у Дечанској улици у Београду, пренели вести са седнице Управног одбора Адвокатске коморе Србије да се предлаже обустава рада у среду и четвртак.
"Дошла сам да вас подржим, наше грађане који живе у страху, сваки дан их дочекују нове неугодности, да не кажем пљачка", рекла је Бојковићева.
Као грађанке, имате моју подршку, безрезервну, рекла је Бојковићева. Адвокати који протестују испред седишта Адвокатске коморе Србије чекали су одлуку Управног одбора о обустави рада.

### Протести против Ковид пропусница
Дана 20. октобра, на седници Кризног штаба одлучено је да се у Србији уведу ковид пропуснице, али које ће се примењивати само после 22 сата у угоститељским објектима, сазнаје Спутњик. То је после седнице Кризног штаба потврдила премијерка Србије Ана Брнабић.
До 22 часа ће све функционисати као до сада, а после ће за клубове, ресторане, свадбе и журке, односно за све угоститељске објекте у затвореном простору, бити обавезне ковид пропуснице.
"Од суботе 23. октобра, од 22 часа, уводимо ковид пропуснице за све угоститељске објекте у затвореном простору, тако да нећете моћи да будете у затвореном без валидне ковид пропуснице", изјавила је премијерка Ана Брнабић.
Рекла је да је било проблема око фотографија на ковид пропусницама, тако да оне неће имати фотографије већ ће ковид редари и друга овлашћена лица моћи да затраже на увид лични документ са фотографијом уз пропусницу, било личну карту или пасош или други званични документ издат од званичног органа. Брнабићева је најавила да ће влада предлог о увођењу ковид пропусница усвојити сутра на редовној седници владе.
Незадовољни најновијом одлуком Кризног штаба о увођењу ковид пропусница, грађани Београда исто вече су протествовали код Народне скупштине. Они су блокирали раскрсницу на углу Булевара Краља Александра, Таковске и Кнеза Милоша. Због тога се саобраћај у том делу града није одвијао. Протест је протекао мирно, а на лицу места могли су се видети припадници полиције. Учесници протеста нису носили транспаренте, а међу њима је био и лидер Двери Бошко Обрадовић.
Око две стотине грађана окупило се и следеће вече испред Скупштине Србије како би изразили незадовољство због увођења пропусница за КОВИД-19. Део улице испред скупштине био је затворен јер су окупљени изашли на улицу и блокирали је, од Дома синдиката до главне зграде поште. У једном тренутку наишао је на комби хитне помоћи под ротацијом. Неки од окупљених у почетку то нису хтели да пропусте, али је после расправе комби прошао. На протесту се из разгласа чуо "Марш на Дрину", а окупљени су узвикивали "Не буди овца". Затим су кренули улицом Кнеза Милоша у правцу Владе Србије. Саобраћај је и тамо био блокиран, а присутна је била и полиција.
Нови протест одржан је и у Нишу са истим бројем људи и са сличним порукама. Нишлије су поново протестовале на централном градском тргу због одлуке Републичког кризног штаба. Окупљени, њих око 200, истакли су да им је одлуком о увођењу пропусница "ускраћена основна људска права". „Желимо право избора, слободу кретања и слободу говора. Број смртних случајева од коронавируса је лажан, повећавају их и смањују према њиховом нахођењу”, рекао је један од учесника протестног скупа. Она је рекла да се хитно мора прекинути обавезна вакцинација деце. На крају протеста окупљени грађани накратко су блокирали саобраћај у центру Ниша, а затим су се разишли. За наредно вече у 20 часова најављено је ново окупљање на Тргу краља Милана.
Испред Народне Скупштине је наредних дана одржан низ протеста против увођења ковид пропуснице, али са значајно мање људи. Међутим од суботе 23. октобра када је одлука о ковид пропусницама ступила на снагу, протести су се проширили и на друге градове широм Србије.
У Београду се током протеста 25. октобра због ковид пропусница неколико десетина грађана окупило испред зграде у којој живи др Предраг Кон и затражило његову оставку, јер се, како су тврдили, спроводе немедицинске мере, а заражених и преминулих је све више. Такође, неколико десетина грађана протестовало је и у Нишу испред зграде у којој живи др Бранислав Тиодоровић.

### Протести за чист ваздух
У организацији "Еко страже", 10. јануара 2021. године, више хиљада људи је протестовало на београдском тргу Славија, после чега је уследила протестна шетња до зграде Владе Србије. Демонстранти су упутили захтеве да се предузму хитне мере на смањењу хроничног масовног загађења ваздуха у Србији.

### Протести фриленсера 7. — 10. април 2021 и Еколошки устанак
Фриленсери су започели 7. априла протест испред Народне Скупштине постављањем шатора и најавили да ће на том месту камповати наредна три дана, незадовољни новим предлогом Владе Србије о изменама Закона о порезу на доходак грађана, којим се регулише њихов положај. Од Владе Србије затражили предлог о изменама тог закона повуче и да се са фриленсерима поново седне за сто како би се нашло компромисно решење које ће одговарати и држави и радницима на Интернету регулише њихов положај. Од Владе Србије траже да се предлог о изменама тог закона повуче и да се са фриленсерима поново седне за сто како би се нашло компромисно решење које ће одговарати и држави и радницима на Интернету. Протестна шетња фриленсера у организацији Удружења радника на интернету одржана је и наредног дана уз поруку да не одустају од својих захтева за решавање питања наплате пореза. Они су, испред Народне скупштине, поновили да траже да се из процедуре повуку измене Закона о порезу на доходак грађана и да са представницима Владе Србије седну за преговарачки сто. Председник Удружења радника на интернету Миран Погачар изјавио је за Танјуг да ће фриленсери испред Скупштине остати три дана, да ће сутра у 11 часова одржати протест, а придружиће се, додаје, и протесту "Еколошка буна" који је најављен за суботу, 10. априла. Испред Скупштине Србије организован је у суботу 10. априла протест назван "Еколошки устанак" на којем се од власти тражи поштовање Устава и постојећих закона и усклађивање прописа са највишим еколошким стандардима, уз равноправно учешће грађана и невладиних организација у решавању питања очувања здраве животне средине. Окупљени су кренули у протестну шетњу према Влади, а затим и ка РТС-у. Скуп "Еколошки устанак" почео је око 13:20h, уз бенд са ударачким инструментима, а на бину су потом изашли представници Удружења "Одбранимо реке Старе планине" и изнели државну заставу, а са озвучења је емитована песма о Старој планини. На платоу испред парламента, где је постављена бина, на улици и у Пионирском парку, окупио се велики број људи са транспарентима на којима су, између осталих, поруке: "Бојим се да дишем", "Реке штеди јер вода вреди", "Носим црно за све жртве загађења", "Дали смо вам пензије, ваздух и реке вам не дамо", "Хоћу да дишем".

## Реакције од стране владе
Премијерка Ана Брнабић рекла је да најоштрије осуђује вандализам политичара који стоје иза насилног упада у Скупштину Србије у тренутку када се држава и здравствени систем суочавају са најтежим ударом коронавируса од почетка пандемије и да ће држава заштитити уставни поредак . Потпредседница Владе Србије и министарка саобраћаја Зорана Михајловић најоштрије је осудила насилни покушај упада у Скупштину, позвавши грађане да не прибегавају било каквом насиљу и да се придржавају мера. Министар здравља Златибор Лончар реаговао је на информацију да је екипа Хитне помоћи заустављена у обављању свог посла, током протеста испред Скупштине и затражио хитну реакцију надлежних органа. Министарка за европске интеграције Јадранка Јоксимовић оцењује да оно што се догађа у Београду, посебно тренутак који је изабран за насиље над институцијама државе, указује на крајње опасне намере. Реагујући на дешавања испред Скупштине, потпредседница ГО СНС Марија Обрадовић оценила је да насилно понашање "Ђиласових фашиста и батинаша" мора бити санкционисано. Лидер СПС-а и министар спољних послова Ивица Дачић осудио је насилни упад у Скупштину и рекао је да "нема никакве дилеме да је ово одговор опозиције на Вучићев позив на јединство у борби против коронавируса". Председник Покрета социјалиста и министар одбране Александар Вулин изјавио је да су "Ђиласови запослени оптужили Владу Србије и председника Вучића да су прерано ублажили мере борбе против ковида 19, а сада су променили став и нападају председника Вучића, јер тражи пооштравање мера". Председник скупштинског Одбора за контролу служби безбедности и посланик СНС Игор Бечић истиче да је насиље "неспојиво са здравим разумом". Председник Јединствене Србије Драган Марковић Палма покушај уласка у парламент назвао је терористичким актом. Директор полиције Владимир Ребић каже за РТС да полиција контролише ситуацију испред Скупштине Србије где је у току протест грађана незадовољних најавом нових мера. Нећемо дозволити хулиганско понашање, улазак у Народну скупштину нити у било који штићени објекат у Републици Србији или насиље на улицама, поручује Ребић. Владимир Ребић је гостујући на РТС-у навео да је један број учесника протеста испред Скупштине насрнуо на полицијске службенике и да је неколико полицајаца повређено. Указао је да су они насрнули на полицијске службенике и гађали их каменицама. Навео је да је један број лица задржан на лицу места и ухапшен. "Међу њима је и Дамњан Кнежевић за кога процењујемо да је уз Срђана Нога један од организатора и они су позивали грађане да са њима уђу у Скупштину Србије", додао је директор полиције. Истакао је да су у току консултације са надлежним јавним тужиоцем и очекује се став да ли у њиховим радњама има елемената прекршаја и кривичног дела. На питање може ли да појасни ко су људи који су упали у хол Скупштине, Ребић је рекао да су "процене да су то следбеници Нога и Кнежевића". Поручио је да неће дозволити да било ко угрожава здравље и живот грађана Србије и припадника полиције и да ће заштити имовину државе и имовину свих грађана. Навео је да нису имали никаквих најава оваквих скупова и да у осталим градовима није било ни приближно као у Београду. Поручио је свим грађанима да су безбедни и да сви који поштују закон немају разлога за било какву бригу.
"Сви они који мисле да на овакав начин себи могу учинити неку погодност или корист, то им неће успети", изјавио је Ребић.
Министар унутрашњих послова Небојша Стефановић поручио је 8. јула да свако има право да протестује, али нема право да каменицама засипа полицијске службенике. Небојша Стефановић је рекао да су напади на полицајце недопустиви те додао да неће бити толерисани. Наводи да су синоћ 43 полицијска службеника повређена, јер су, каже, неки хулигани очигледно мислили да је разбијање глава припадника МУП-а пожељно и нормално понашање. Истакао је да група насилника није показала ни трунку поштовања, "хтели су да руше зграду Народне скупштине, палили су аутомобиле и контејнере, ломили Београд". Такво понашање увек ће наићи на оштру реакцију полиције. Председник Покрајинске владе Игор Мировић каже да су синоћни догађаји пред Народном скупштином и посебно покушај њеног насилног заузимања одраз немоћи екстремних политичких кругова који нису у стању да на изборима освоје минималан број гласова. Председник Александар Вучић обратио се медијима 8. јула у 15 часова и изјавио да су лица десничарске оријентације, иако је на скупу било на почетку и оних који су мислили да су ту због короне, напали Народну скупштину. Било је сваковрсног уплива и страних безбедносних служби, напоменуо је Вучић. Поручио је да ће полиција бити у стању да заштити државу од политичког екстремизма, десничарских и профашистичких група. Навео је да учесници демонстрација говорили о мигрантима, "земљи као равној плочи", 5Г мрежи. Вучић је навео да је протест био противзаконит и непријављен, у супротности са свим општим и посебним правним актима. Према његовим речима, подбацио је део безбедносних служби Србије, јер се тек касније видело да је било сваковрсног уплива страних безбедносних служби. На питање одакле руски и црногорски држављани синоћ на протесту, рекао је да постоје докази, али да се чека коначни став служби. Одговарајући на констатацију новинара да је камера снимила полицију која туче грађане који нису били насилни, Вучић је одговорио да за све постоји закон, па тако и за полицију, али да се, како истиче, чињенице не смеју извртати, јер је полиција била нападана све време и морала је да реагује. Поручио је да ће сваки припадник полиције који је синоћ прекршио своја овлашћења за то и одговарати. Како је навео, неколико стотина лица је учествовало у немирима, пет полицијских аутомобила је уништено, 43 полицајца повређена, један има фрактуру лобање. Упитан за реакције политичара из Хрватске на протест, посебно бивше премијерке Јадранке Косор, која је рекла да ће тражити избацивање СНС-а из групације ЕПП, Вучић је одговорио да они знају да је полиција у свим земљама Европе реаговала десет пута оштрије. Полиција је, како је навео, одговорила тек када су демонстранти заузели објекат и кад су их погодиле многе каменице. Вучић је рекао да ће поједини политичари из Хрватске и других земаља подржати било кога, без обзира на ставове, уколико на тај начин могу да покушају да напакосте Србији и њему. Председник је навео да су неки медији на протесту представљали као хероје људе са криминалном прошлошћу, као и да је ноторна лаж коју је изрекао један момак да му је отац умро зато што у Земунској болници није било респиратора. То је, како је рекао, "језива лаж", пошто су лекари користили и инвазивне и неинвазивне методе и пребацивали тог човека у интензивну негу са респиратором. Истиче да је Земунска болница друга или трећа у Србији по броју респиратора и да ту није недостајао никада ниједан респиратор. Вучић је додао и да је тај момак особа врло лоше прошлости, осуђивана за прекшајна и кривична дела. "Друго лице на које су се позвали има надимак Робија, лажно се представља као пољопривредник из Пазове, а у ствари је са Новог Београда, вишеструко осуђиван", навео је Вучић. Председник Скупштинског Одбора за контролу Служби безбедности Игор Бечић изјавио је истог дана да постоје јасне индиције о умешаности безбедносних служби из региона у протест испред парламента и изразио наду да су грађани свесни те опасности. Истог дана око 23 сата у обраћању јавности потпредседник Владе и министар унутрашњих послова Небојша Стефановић рекао је да је полиција успела да успостави контролу, али да су десеторица припадника МУП-а вечерас повређена, од којих су једном поломљене обе ноге. Небојша Стефановић се обратио јавности поводом нереда на демонстрацијама у Београду и другим градовима и оценио да се вечерас видело "огољено насиље", покушај да се мимо воље народа, без избора и ван демократски уређене процедуре преузме власт. Каже да су сви могли да виде да је полиција била мирна и да нису реаговали када су их гађали бакљама, тешким каменицама и циглама. Реаговали су тек када им је живот био угрожен, рекао је министар. Навео је да је полиција успела да успостави контролу и да ће током ноћи на улицама бити снажне патроле. Увек ће држава бии јача од насиља, поручио је Стефановић. Каже да је протест незаконит и да га нико није ни тражио нити пријавио. "Тим људима је очигледно требала провокација, сукоб са полицијом, која је само штитила народну имовину, да би покушали да дођу на власт". Стефановић је рекао да полиција није бацила сузавац испред Скупштине Србије, већ да је сузавац дошао из масе демонстраната. Рекао је да је полиција трпељива и да се реагује само када морају да се одбране животи. Стефановић је навео да је 10 полицајаца вечерас повређено, од којих један тешко. Њему су обе ноге преломљене, пошто су га, како је навео министар, гурали низ степенице. Председник Скупштинског Одбора за контролу Служби безбедности Игор Бечић изјавио је данас да постоје јасне индиције о умешаности безбедносних служби из региона у протест испред парламента и изразио наду да су грађани свесни те опасности. Каже да мора да истакне веома одмерену и суздржану реакцију полиције, која није одговарала на провокације и нападе све док они нису почели да угрожавају животе самих полицајаца. Додао је да ниједног момента не спори да је ноћас на улицама било и грађана незадовољних могућим карантином, али је, како наводи, много више оних других инструираних и плаћених од стране разних центара моћи. Бечић је навео да је кроз историју Србија много пута била поприште за поткусуривање великих сила. Позвао је све грађане да се суздрже од напада на полицију, који само раде свој посао, обезбеђују ред и мир.
Александар Вучић је 9. јула у видео-снимку објављеном на Инстаграм налогу buducnostsrbijeav коментарисао демонстрације у Србији. Поручио је грађанима Србије да ће држава заштитити мир и замолио их да се не супротстављају "батинашима".
"Драги грађани, обећао сам вам да ћемо умети да заштитимо мир и стабилност упркос криминалним хулиганским насилничким нападима којима смо сви шокирани".
Председник је додао да "смо шокирани јер у Новом Саду 1941. године, када су хортијевске фашистичке јединице упале, нису оштетиле фасаду зграде Градске куће", а да неки људи синоћ јесу.
"Ја само молим све наше људе у Београду, Новом Саду и другим градовима да се не супротстављају батинашима. То ћемо да радимо ми као држава. Радићемо и победићемо. Сачуваћемо мир за нашу земљу. Предаја никад није била опција, а ја сад летим у Париз да се борим за нашу земљу. Србија побеђује", поручио је Вучић. Истога дана је заменик градоначелника Горан Весић изјавио је да је на протестима током претходне две вечери у центру Београда штета причињена на јавној имовини од 30 милиона динара и додао да је Град Београд због тога поднео две кривичне пријаве. Горан Весић је на конференцији за новинаре у Старом двору рекао да ту не рачуна уништене приватне аутомобиле, потпуно демолиране баште угоститељских објеката, уништене излоге...односно штету на приватној имовини. Весић је рекао да је Београд две вечери заредом мета вандалских напада организоване групе хулигана. Додао је да свако има право да изражава своје политичке ставове што подразумева и право на протесте, али да они морају да буду пријављени, да се спроводе у складу са законом и да не смеју бити насилни. У службене просторије Испоставе БИА Савски венац доведена су двојица страних држављана који су јуче током протеста затечени како вуку џакове шута на коловоз, односно извлаче на улицу контејнере које су преврнули и покушали да запале. Небојша Стефановић је рекао да мора да констатује да и вечерас има кршења закона и непријављених скупова, кршења епидемиолошких мера, али и инцидената у појединим градовима, наведено је у саопштењу. Министар додаје да ће полиција учинити све да идентификује свакога од тих људи.
Председник Србије Александар Вучић се поводом нереда на протестима у Београду обратио и 10. јула где је рекао да ће насилници бити поражени, и да ће добар део бити похапшен.
"Мораће да одговарају за сва злодела која су починили и у то нема сумње. Мислим да су све маске пале", навео је Вучић за Пинк. Како је рекао, "вечерас се полиција склонила, а онда су десничари и левичари почели међусобно да се туку. Кад је дошло до међусобних обрачуна, тај који се уплашио и који је убо некога је побегао преко ограде молећи полицију за помоћ. Па је и тај који је избоден молио за помоћ. И њему је полиција помогла. Ухапшени су и један и други, полиција је омогућила медицинску помоћ лицу које је убодено", рекао је Вучић. Вучић је рекао да су "неки који су тобож бојкотовали изборе позивали људе да затворе ауто-пут код Новог Сада". "Поносан сам на Србију што је трпељива и стрпљива и што им нико не одговара", рекао је Вучић и захвалио се полицајцима.
Рекао је да ће држава да победи насилнике и тајкунску политику и да је црвена линија угрожавање институција и живота људи. Замолио је људе да не излазе на демонстрације због ситуације са коронавирусом.
Дана 11. јула, Председница Скупштине Србије Маја Гојковић најоштрије је осудила најновије брутално насиље испред зграде парламента а чланица Председништва СНС и министарка правде Нела Кубуровић изјавила је да је Београд неколико вечери поприште страшног насиља и поручила да ће држава победити насилнике.
"Слике хулигана који бацају шок бомбе на полицију, разбијају безбедносне камере на Скупштини Србије, и имовину која припада свим грађанима наше земље, па све до нацистичког поздрава, показују да су маске потпуно пале и да инспиратори ових нереда не презају да прибегну најгнуснијем насиљу као последњем излазу, јер их напредак Србије и раст њеног угледа и снаге боли и погађа, навела је председница Скупштине Маја Гојковић у саопштењу. Грађани Србије, како је нагласила, јако добро разумеју и распознају праве мотиве који се крију иза лажног позивања на патриотизам и тобожње бриге за националне интересе. Сви они морају да знају да на власт не могу доћи ни заузимањем аутопутева, ни насиљем на улицама и мимо воље грађана Србије, већ само изборима, на којима су грађани 21. јуна недвосмислено исказали своје мишљење", навела је Маја Гојковић.
Министарка правде Нела Кубуровић позвала је надлежне органе да хитно приведу правди починиоце безумног насиља, као и њихове налогодавце. Она је оценила да такво насиље не само да представља удар на државу и њене институције и дестабилизује друштво суочено са великим проблемима, већ уноси додатни немир међу грађане.
"Насиље оволиких размера зато не сме бити толерисано", поручила је министарка.
Она је истакла да ће држава успети да се одбрани од, како је рекла, гнусних напада насилника и тајкуна и успети да се избори за очување територијалног интегритета и суверенитета земље, као и за очување живота грађана у ситуацији када се епидемија ковида 19 шири.
Дана 12. јула, посланик СНС-а Владимир Орлић као инспиратора нереда на протестима у Београду означио је једног од лидера Савеза за Србију Драгана Ђиласа. Владимир Орлић је тако одговорио на тврдњу изречену на конференцији за новинаре Савеза за Србију испред Скупштине Србије у којој се између осталог наводи да су високи функционери МУП-а неосновано тукли и приводили грађане.
"Свака бачена каменица, свака упаљена бакља, сваки бачени Молотовљев коктел, сваки повређени полицајац, свако уништавање јавне и приватне имовине људи у овој земљи непосредно иду на образ, душу и одговорност Драгану Ђиласу", изјавио је Орлић.

### Само бруталан одговор је „лек против фашиста”
Члан председништва СНС-а и министар Зоран Ђорђевић поручио је 11. јула да хулигани који четврти дан праве нереде јер се противе власти, физички нападају, наносе материјалну штету и покушавају да блокирају ауто-пут, морају да буду одмах ухапшени и осуђени за сва дела која раде против наше државе.
"Само бруталан одговор је најбољи лек против фашиста", поручио је Ђорђевић у саопштењу.
Ђорђевић је истакао да ће полиција да заштити државу и народ, али подвукао да је потребно хитно хапшење свих који хоће да униште Србију.
"То је слика опозиције-група људи који би да униште не само споменике, парламент, већ целу Србију. Они желе зло грађанима, они физички нападају људе који су морали да буду на улици јер раде свој посао - полицију и представнике медија. Морамо да их зауставимо и морају бити ухапшени сви који раде против државе, јер организовање ових протеста није ништа друго осим тога", подвукао је Ђорђевић. Оно што се догађа на нашим улицама ужасава и сваког пристојног човека чини озлојеђеним, рекао је функционер СНС Марко Ђурић поводом насиља на протестима грађана испред Скупштине Србије. "Доста! Да ли ће насилници рушити док све не поруше? Србија то неће и не може дозволити", написао је директор Канцеларије за Косово и Метохију на свом Фејсбук профилу.
Он је нагласио да оно што није допуштено хулиганима и фашистима у другим демократским друштвима, не може бити допуштено ни у Србији.

### Вучић: Молим грађане за дисциплину, победићемо корону
Председник Србије Александар Вучић је дана 12. јула у обраћању јавности изјавио да Србија има довољно медицинске опреме и одговорне здравствене раднике. Победићемо корону, као у првом, тако ћемо и другом таласу, поручио је Вучић. Истакао је да пензије и плате у јавном сектору неће бити смањиване. На данашњем видео-састанку је, наводи председник, договорено да у четвртак у Бриселу прве теме буду интерно расељена лица и нестале особе, уз економију. Најавио је да ће састав нове владе бити познат пре краја августа. Александар Вучић је замолио вечерас све грађане Србије за дисциплину и одговорност. "Победићемо корону, гарантујем", рекао је Вучић за ТВ Пинк. Истакао је да су чланови Кризног штаба часни и одговорни људи. Председник је замолио грађане да верују држави и лекарима, који су врхунски, и указао да су болнице данас много боље него раније. Осврнуо се и на опрему, додајући да је недавно на РТС-у прочитао један број респиратора, наводећи да је додато још 264.
"Имамо, са слободнима, још 1.136 чистих клиничких, стационарних респиратора. Не причам о пумпама за анестезију. То показује колико је држава спремна. Ово све је у складишту у Крњишевцима. Тамо имамо додатних мобилних респиратора 115, апарата за анестезију 102, монитора 467, инфузионих пумпи 891, дефибрилатора 154, ЕКГ апарата 57, деконтаминатора ваздуха 54, стерилизатора 16 итд..", објаснио је председник. Људи, како је истакао, не треба да брину, јер држава има медицинску опрему и одговорне лекаре. Навео је да има 185.000 тестова, а да за два дана стиже нових 65.000, подсећајући да је Србија тестирала пола милиона грађана, убедљиво највише.
Указао је да, ако прилив људи у болнице буде велик неће бити места да се сместе. Навео је да тренутно у Арени има 137 пацијената, и додао да су угрожено млађи који су гојазни или имају друге болести, али и да старији и даље све више умиру.
"Немојте да бринете, победићемо корону, као и у првом тако ћемо и другом таласу. Само је потребно да покажемо ту врсту јединства и заједништва, и да разумемо да је тај противник веома опасан", поновио је Вучић.
Вучић је рекао да није желео да инсистира на поновном увођењу полицијског часа, јер је видео да су други били против, али да и даље сматра да би то био прави потез. "Морам да имам и покажем поверење у сараднике и све друге, јер су пре свега лекари рекли Ани (Брнабић) и мени да мисле да је могуће другачије", рекао је Вучић.
Коментаришући то што део јавности криви Кризни штаб што је дозволио одржавање утакмице и избора, Вучић је рекао да може да преузме одговорност да се нико није заразио на изборима.
"На изборима се нико није заразио, можда неко у кампањи јесте, али за то не могу да преузмем одговорност. Ниједан скуп нисмо организовали, никога нисмо доводили у Нови Сад, Ниш, Београд", навео је Вучић.
Напомиње да се у свакој демократској држави одржавају избори, да су одржани или ће бити одржани, између осталог, у Шпанији, Пољској, Северној Македонији, Француској, Хрватској... Вучић каже и да након дербија није дошло до великог скока броја заражених и да је тада била повољнија епидемиолошка ситуација. Вучић је рекао да је ове седмице "измишљао ко је шта стигао", и оценио да су неке од лажних вести биле сасвим бесмислене, а неке циљане да утичу на јавно мњење. Најавио је да су ускоро седнице органа СНС-а и да ће он бити само председник грађана. Поводом насилних протеста испред Дома Народне скупштине последњих дана, рекао је да разуме да су људи незадовољни, нервозни, да је сваком тешко, и да је зато замолио да полиција пусти људе и да само у последњем тренутку, ако мора, интервенише. Упитан о одлуци суда о пуштању Срђана Нога, за кога се наводи да је предводио насиље, да се брани са слободе, и да ли је за очекивати да се починиоци оваквих прекршаја и кривичних дела пуштају из притвора, Вучић је рекао да не жели да улази у оцену суда. Навео је да су учесници протеста бесомучно тукли и гађали полицајце, да су све то планирали за дан уочи избора, па потом седам дана касније, али да се очигледно нешто догодило, па су померили и сачекали тренутак да сакупе 3.000 или 4.000 људи. Поводом снимка пребијања младића на клупи у парку код парламента, Вучић је упитао шта су они радили пре него што су сели на клупу. "Мислите да полицајци не знају, да су они обесни кретени да ће да туку без разлога", навео је Вучић и додао да они који употребљавају прекомерну силу морају да одговарају. Председник је, поводом снимка дечака од 14 година који је учествовао у нередима испред Скупштине, да сви морамо да размислимо шта му нисмо пружили и коју будућност му нудимо. Одбацио је тврдње да су и хулигани и полицајци "његови" и да су хулигане довели да би растерали протесте. Сматра да су најбољи "растеривачи" протеста "тајкунски политичар и његова свита". Такође, одбацио је спекулације да је владика Григорије умешан у протесте, мада се, каже Вучић, владика нада и радује протестима. Полицајац Небојша Апостоловић, којем су поломљене обе ноге на протестима у Београду, биће одликован, рекао је председник, наводећи да је на протестима повређено десет пута више полицајаца него демонстраната. Вучић је рекао да је Апостоловић постао симбол храбрости и часног обављања државне дужности, а да иде на част онима који су мислили да ће повређивањем полицајаца нешто моћи да ураде. Упитан да ли су Руси или други странци умешани у протесте, председник је рекао да не жели да оптужује ниједну земљу, а истиче да је састанак са руским амбасадором отказан из техничких разлога и да ће бити одржан сутра. Каже да није срећан због онога што раде и руски и немачки медији, али да је Србија независна земља и да је срећан да је то тако. Највише је, каже, било црногорских држављана, али не мисли да њихова служба има везе са тим. Истиче да су најчуднији двоје Израелаца, јер је код њих пронађена занимљива опрема, као и држављанин Британије, иначе Шкот. Упитан откуд толика "гужва" на тако малом простору, каже да увек има разних "пробисвета", али и да не треба бити наиван.
"Неки су ту случајно, неки са намером. Наше службе ће све да испитају", поручио је председник. Поводом тврдње да је било и навијача Хајдука, Торциде, каже да је видео неку песму, али да Хрвати то раде другачије и да се по њиховим медијима види да је у питању комплетно логистичка подршка за рушење власти у Србији.
"Та логистика против Србије је жешћа и јача него икада. Паника их је ухватила, јер ће Србија да их претекне идуће године по БДП-у. Пре него што одем са власти претећићемо Хрватску по БДП-у и никада се вратити назад", рекао је Вучић.
Поводом информација о учешћу неких људи блиским социјалистима на протестима, Вучић је рекао да има функционера СПС-а којима је крив јер им покварио планове и мање могу да краду.
Није задовољан објашњењима лидера СПС-а Ивице Дачића и министра Горана Тривана о умешаности сина Петра Шкундића, односно саветника у министарству екологије у насилне протесте у Београду, односно изјаве да ти људи немају везе са СПС-ом, мада верује да је Дачић био искрен.
Незадовољан Дачићевим објашњењем да Петар Шкундрић није члан СПС-а, Вучић је рекао да је Триваново објашњење "још глупље" с обзиром на то да је реч о саветнику којем је "омогућио да узме пола милиона евра".
Упитан да ли ће то утицати на будућу сарадњу са СПС-ом, Вучић је рекао да ће гледати да буду заједно. "Гледаћемо да будемо заједно, увек смо их узимали и када нам нису били потребни".

## Реaкције опозиције
Лидер Савеза за Србију Драган Ђилас изјавио је да су током у Београду протеста 10. јула ухапшене 42 особе. Поводом тих дешавања су се испред Скупштине обратили лидери Савеза за Србију. Показали су фотографије које, како тврде, доказују да високи функционери МУП-а неосновано туку и приводе грађане. Од надлежних очекују да буду процесуирани, а приведенима ће, кажу, пружити бесплатну правну помоћ. Странка слободе и правде (ССП) је саопштењу 3. августа затражила пуштање на слободу бивших посланика Срђана Нога и Зорана Радојичића који су ухапшени по налогу Вишег јавног тужилаштва у Београду, због постојања основа сумње да су извршили кривично дело позивање на насилну промену уставног уставног уређења. ССП сматра да је реч о бесмисленим и неоснованим оптужбама, и наводи да се они суштински разликују од Нога и његових следбеника и у идеологији и у начину борбе за промене у Србије, али, наводе да неће ћутати пред рушењем правног поретка које како кажу сваки дан спроводе Вучић и "његови јуришници". У саопштењу ССП позива на ненасилно пружање отпора власти Александра Вучића, са циљем како објашњавају би га што пре "приморали на слободне изборе".

## Дипломатске активности и иностране реакције
1. ЕУ — 8. јул 2020. — Европска комисија позвала је, поводом протеста који су се претходне ноћи догодили у Београду, на поштовање одлука власти о мерама за борбу против ковида 19, али и поштовање људских права и слобода. О реакцији полиције, у Бриселу указују и на чињеницу да рестриктивне мере које се уводе ради смањења заразе ковидом 19 не смеју да имају диспропорционални утицај на људска права и слободе. У Европској комисији поводом напада демонстраната на Скупштину Србије закључују да се неповредивост демократских институција увек мора поштовати и сачувати[148]. Посланици Социјалдемократа у Европском парламенту Тања Фајон, Кати Пири и Тонино Пицула кажу да су забринути због "слика насиља полиције над демонстрантима" током синоћњих протеста у Београду. Посланици Фајон, Пицула и Пири оцењују да је председник Србије до сада "игнорисао безбедност људи због политичке добит". Исти посланици из групе социјалиста и демократа у Европском парламенту раније су наводили да у Србији постоји недостатак демократије и позивали на блокаду приступног процеса Србије[149].